# Liste von Bergen in der Rhön

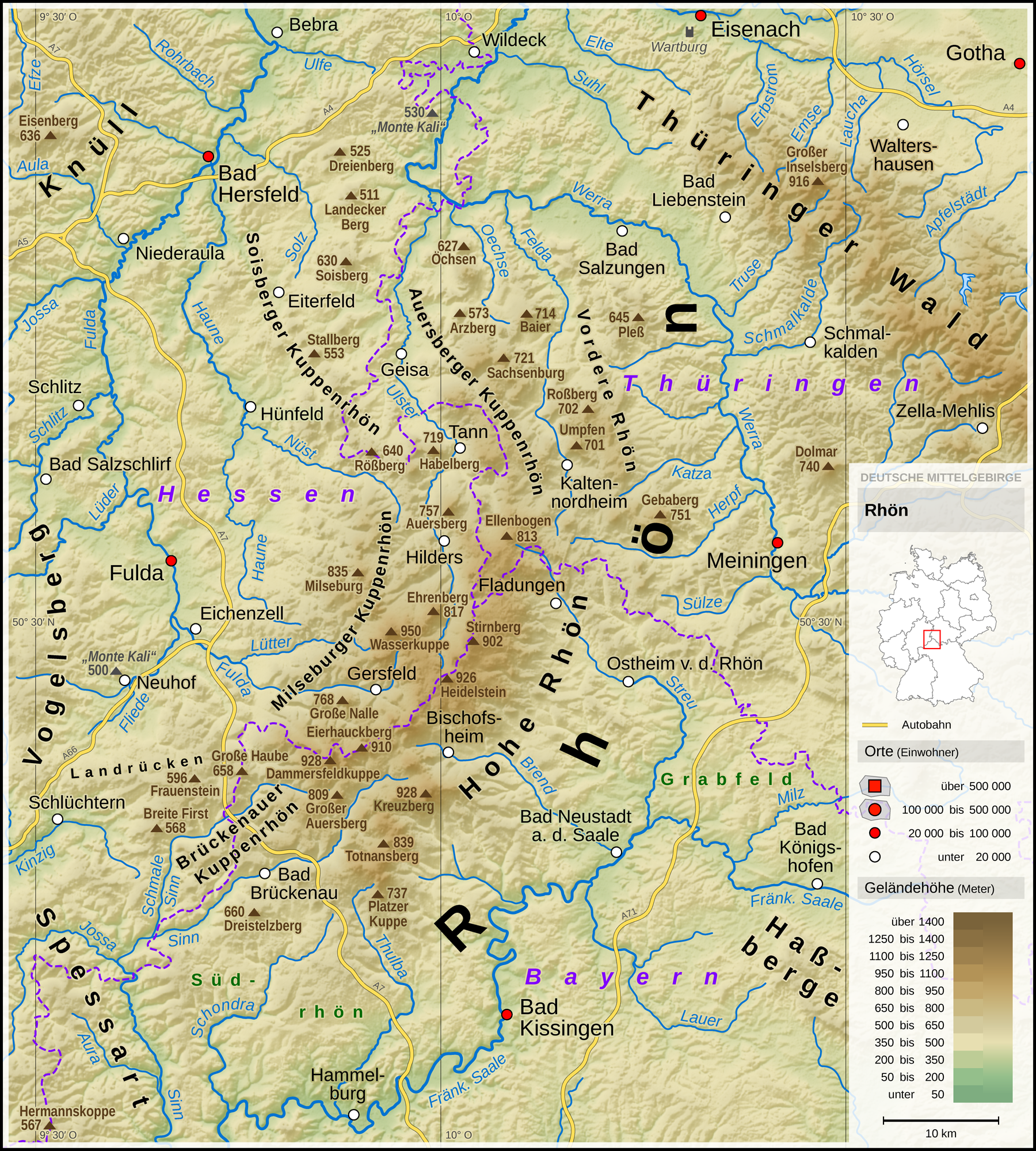
Physische Übersichtskarte der Rhön

Die Liste von Bergen in der Rhön enthält eine Auswahl von Bergen und deren Ausläufern in der Rhön, einem Mittelgebirge in den deutschen Ländern Bayern, Hessen und Thüringen, sowie jenen im Biosphärenreservat Rhön und in den Naturparks Bayerische Rhön, Hessische Rhön und, wenn sie zur Rhön gehören, auch jene des Naturparks Hessischer Spessart.
Siehe auch: 
 – Liste von Bergen in Bayern
 – Liste von Bergen und Erhebungen in Hessen
 – Liste von Bergen und Erhebungen in Thüringen
 – Naturräumliche Gliederung der Rhön

## Bergliste
Sechs Spalten der in der Ausgangsansicht absteigend nach Höhe in Meter (m) über Normalhöhennull (NHN; wenn nicht anders angegeben laut ) sortierten Tabelle sind durch Klick auf die Symbole bei ihren Überschriften sortierbar.
Spaltenerläuterungen:
Berg, Erhebung, Ausläufer:
 In dieser Spalte sind Alternativnamen in Klammern gesetzt, kleingedruckt und kursiv geschrieben. Dort steht bei mehrmals vorkommenden, gleichnamigen Eintragungen kleingedruckt und in Klammern gesetzt zur Unterscheidung jeweils der Name der Ortschaft, zu der das Objekt gehört. Erhebungen, die aufgrund ihrer Dominanz und Prominenz keine eigenständigen Berge darstellen, sind mit dem Kürzel Nk (Nebenkuppe) gekennzeichnet, und zudem ist dort der Berg, dessen Ausläufer sie darstellen, genannt. Des Weiteren steht das Symbol ⊙ für die Geo-Koordinaten.
Naturraum, Naturpark, Biosphärenreservat:
 In dieser Spalte ist die Naturraumeinheit genannt, in welcher der Gipfel liegt. Außerdem sind dort Naturparke (Bayerische Rhön, Hessische Rhön und/oder Hessischer Spessart) und das Biosphärenreservat Rhön zu finden, wenn der Berg oder manchmal nur Teile von dessen Hängen in solchen liegt.
Lage:
 In dieser Spalte ist/sind bei einem Objekt, bei dem mindestens zwei Gemeinden gelistet sind, die Gemeinde/n, in deren Gebiet der Gipfel (sofern sich dieser nicht genau auf der Grenze befindet) liegt, fettgedruckt.
Landkreis:
 In dieser Spalte ist bei einem Objekt, bei dem mehrere Landkreise gelistet sind, der (erstgenannte) Landkreis, in dem der Gipfel (sofern sich dieser nicht genau auf der Grenze befindet) liegt, fettgedruckt. Wenn alle Gemeinden im selben Landkreis liegen, ist dieser nur einmal genannt.
Land:
 In dieser Spalte ist bei einem Objekt, bei dem zwei Länder gelistet sind, die Erstnennung des Landes, in dem der Gipfel (sofern sich dieser nicht genau auf der Grenze befindet) liegt, fettgedruckt. Wenn alle Gemeinden, die Anteil am Objekt haben, im selben Land liegen, ist dieses nur einmal genannt.
Abkürzungen:
 Die in der Tabelle verwendeten Abkürzungen sind unten erläutert.
| Berg, Erhebung, Ausläufer (Koordinaten)                                                                        | Höhe (m)                      | Naturraum; Naturpark, Biosphärenreservat                                    | Lage: Gemeinde – Ortschaft (bei/zwischen); gemeindefr. Geb. | Land- kreis (s. u.) | Land (s. u.)      | Kommentare Ort von… (Sehenswürdigkeiten; NSG; Gewässer/-quellen) | Bild |
| --- | ----------------------------- | --------------------------------------------------------------------------- | --- | ------------------- | ----------------- | --- | --- |
| Wasserkuppe (⊙)                                                                                                | 950,0                         | Wasserkuppenrhön; NP Hessische Rhön, BR Rhön                                | Ehrenberg – Reulbach – Wüstensachsen Gersfeld – Obernhausen Poppenhausen – Abtsroda – Sieblos – Tränkhof | FD                  | HE                | höchster Berg von Rhön und Hessen, Wüstung Grumbach, NSG Nordhang Wasserkuppe, Flugplatz Wasserkuppe, Deutsches Segelflugmuseum mit Modellflug, Ski- und Rodelarena Wasserkuppe, Kleine Wasserkuppe (Kuppe im Ostsüdosten der Gipfelregion, 904 m; ⊙); Q: Fulda Q: Grumbachborn Q: Haardt Q: Lütter Q: Reulbach | Blick vom Simmelsberg nordwärts zur Wasserkuppe |
| Dammersfeldkuppe (⊙)                                                                                           | 927,9                         | Dammersfeldrücken; NP Hessische Rhön, BR Rhön                               | Gersfeld – Dalherda – Rommers Wildflecken – Neuwildflecken – Wildflecken (Ko) | FD KG               | HE BY             | höchster Berg im RB Unterfranken; TrÜbPl Wildflecken; Rhein-Weser-Wasserscheide, Q: Gichenbach Q: Kleine Sinn | Dammersfeldkuppe im Truppenübungsplatz Wildflecken |
| Kreuzberg (⊙)                                                                                                  | 927,8                         | Kreuzberg-Gruppe; NP Bayerische Rhön, BR Rhön                               | Bischofsheim – Bischofsheim (Ko) – Haselbach Sandberg – Kilianshof – Sandberg (Ko) – Waldberg Wildflecken – Oberwildflecken                                                                                                  | NES NES KG          | BY                | „Heiliger Berg der Franken“, Kloster Kreuzberg, Sender Kreuzberg, Skigebiet Kreuzberg, (großes) Gipfelkreuz; Q: Sinn | Blick von der Kissinger Hütte auf dem Schwarzenberg nordostwärts zum Kreuzberg |
| Heidelstein (West-/Ostkuppe) Heidelstein: Schwabenhimmel: (⊙)                                                  | 925,7 912,6                   | Lange Rhön; NP Bayerische Rhön, NP Hessische Rhön, BR Rhön                  | Bischofsheim – Holzberg Ehrenberg – Wüstensachsen Oberelsbach – Ginolfs | NES FD NES          | BY HE BY          | NSG Rotes Moor (n), Sender Heidelstein, Rhönklub-Gedenkstätte, Loipenzentrum Rotes Moor, NSG: – Lange Rhön – Kesselrain; Q: Els Q: Schwarzbach Q: Sonder Q: Ulster | Blick vom Wachtküppel ostwärts zum Heidelstein |
| Eierhauckberg (⊙)                                                                                              | 909,9                         | Dammersfeldrücken; NP Hessische Rhön, BR Rhön                               | Gersfeld – Rengersfeld – Rommers Wildflecken – Neuwildflecken – Wildflecken (Ko) | FD KG               | HE BY             | TrÜbPl Wildflecken, Rhein-Weser-Wasserscheide | Blick aus Richtung Nordosten zum Eierhauckberg |
| Abtsrodaer Kuppe (Wasserkuppe-Nk) (⊙)                                                                          | 904,8                         | Wasserkuppenrhön; NP Hessische Rhön, BR Rhön                                | Ehrenberg – Reulbach Poppenhausen – Abtsroda – Sieblos – Tränkhof | FD                  | HE                | Basaltkuppe mit guter Aussichtsmöglichkeit, Teil der Ski- und Rodelarena Wasserkuppe | Abtsroder Kuppe von Nordwesten |
| Stirnberg (⊙)                                                                                                  | 901,9                         | Lange Rhön; NP Bayerische Rhön, NP Hessische Rhön, BR Rhön                  | Ehrenberg – Wüstensachsen Hausen – Roth | FD NES              | HE BY             | NSG: – Lange Rhön – NSG Stirnberg bei Wüstensachsen; Rhein-Weser-Wasserscheide | Blick vom Schafstein nach Osten zum Stirnberg |
| Hohe Hölle (⊙)                                                                                                 | 893,8                         | Dammersfeldrücken; NP Bayerische Rhön, NP Hessische Rhön, BR Rhön           | Bischofsheim – Frankenheim – Oberweißenbrunn Gersfeld – Mosbach | NES FD              | BY HE             | Schwedenwall Skilift/-piste | Blick aus Richtung Mosbach südsüdostwärts zur Hohen Hölle |
| Steinkopf (Wüstensachsen) (⊙)                                                                                  | 888                           | Lange Rhön; NP Bayerische Rhön, NP Hessische Rhön, BR Rhön                  | Ehrenberg – Wüstensachsen Oberelsbach – Ginolfs | FD NES              | HE BY             | Basalt-Blockschutthalde, NSG Steinkopf; Rhein-Weser-Wasserscheide, Q: Heuwiesenwasser | Blick aus Richtung des NSG Schwarzwald bei Wüstensachsen (nahe dem Ottilienstein, an der B 278) ostwärts zum Steinkopf                                                                                |
| Himmeldunkberg (Nk v. Hoher Hölle) (⊙)                                                                         | 887,9                         | Dammersfeldrücken; NP Bayerische Rhön, NP Hessische Rhön, BR Rhön           | Bischofsheim – Frankenheim – Oberweißenbrunn Gersfeld – Mosbach – Rodenbach | NES FD              | BY HE             | Hexenbuchen, Würzburger Bergbund-Hütte (DAV-Hütte); Rhein-Weser-Wasserscheide, Q: Stecheller | Blick vom Arnsberg nach Norden zum Himmeldunkberg |
| Mittelberg (Neuwildflecken) (⊙)                                                                                | 880                           | Dammersfeldrücken; NP Hessische Rhön, BR Rhön                               | Bischofsheim – Oberweißenbrunn Gersfeld – Rengersfeld Wildflecken – Neuwildflecken | NES FD KG           | BY HE BY          | TrÜbPl Wildflecken, Sendemast, Sendeturm, Skilift; Q: Bärnlochgraben Q: Ziegelhüttengraben | Blick von Osten zur Gipfelregion des Mittelberges mit Sendetürmen |
| Pferdskopf (⊙)                                                                                                 | 874,9                         | Wasserkuppenrhön; NP Hessische Rhön, BR Rhön                                | Gersfeld – Obernhausen Poppenhausen – Guckai – Rodholz – Schwarzerden | FD                  | HE                | Basaltfelsen; Guckaisee Q: Lütter | Pferdskopf von Westen |
| Rückberg (Dammersfeldk.-Nk) (s. a. Rückersberg) (⊙)                                                            | 870                           | Dammersfeldrücken; BR Rhön                                                  | Gersfeld – Rommers Wildflecken – Neuwildflecken – Wildflecken (Ko) | FD KG               | HE BY             | TrÜbPl Wildflecken; Q: Kleine Sinn | |
| Beilstein (Eierhauckberg-Nk) (⊙)                                                                               | 864,6                         | Dammersfeldrücken; NP Hessische Rhön, BR Rhön                               | Gersfeld – Rommers Wildflecken – Neuwildflecken – Wildflecken (Ko) | FD KG               | HE BY             | TrÜbPl Wildflecken, Ludwigstein (Basaltfelsen) | |
| Hohe Dalle (Heidelstein-Nk) (⊙)                                                                                | 862                           | Lange Rhön; NP Bayerische Rhön, BR Rhön                                     | Bischofsheim – Holzberg Oberelsbach – Ginolfs | NES                 | BY                | NSG Lange Rhön, Q: Sonder | |
| Schachen (Mittelberg-Nk) (⊙)                                                                                   | 857,0                         | Dammersfeldrücken; BR Rhön                                                  | Bischofsheim – Oberweißenbrunn Gersfeld – Rengersfeld – Rodenbach Wildflecken – Neuwildflecken | NES FD KG           | BY HE BY          | TrÜbPl Wildflecken; Q: Ziegelhüttengraben | Blick vom Simmelsberg zum Schachen mit Anlagen des Truppenübungsplatzes Wildflecken |
| Reesberg (⊙)                                                                                                   | 851,2                         | Dammersfeldrücken; NP Hessische Rhön, BR Rhön                               | Bischofsheim – Oberweißenbrunn Gersfeld – Rengersfeld – Rodenbach Wildflecken – Neuwildflecken | NES FD KG           | BY HE BY          | TrÜbPl Wildflecken, NSG Haderwald, Schwedenschanze (KD) | Blick aus Richtung Süden zum Reesberg mit Wasserkuppe am Horizont |
| Rommerser Berg (Mittelberg-Nk) (⊙)                                                                             | 850,2                         | Dammersfeldrücken; NP Hessische Rhön, BR Rhön                               | Bischofsheim – Oberweißenbrunn Gersfeld – Rengersfeld – Rodenbach – Rommers Wildflecken – Neuwildflecken | NES FD KG           | BY HE BY          | TrÜbPl Wildflecken, NSG Haderwald, Wüstung Kippelbach, Skilift | Rommerser Berg und Mittelberg |
| Münzkopf (Heidelstein-Nk) (⊙)                                                                                  | 849,0                         | Lange Rhön; NP Bayerische Rhön, BR Rhön                                     | Bischofsheim – Holzberg Gersfeld – Mosbach Oberelsbach – Ginolfs | NES FD NES          | BY HE BY          | | Blick vom Gebiet südlich von Unterweißenbrunn nordnordwestwärts zum Münzkopf und zum Holzberg |
| Ottilienstein (Heidelstein-Nk) (⊙)                                                                             | 846,4                         | Lange Rhön; NP Hessische Rhön, BR Rhön                                      | Ehrenberg – Wüstensachsen Gersfeld – Obernhausen – Sandberg Oberelsbach – Ginolfs | FD FD NES           | HE HE BY          | Nahtlinie zur Wasserkuppenrhön, NSG: – Rotes Moor – Schwarzwald bei Wüstensachsen; Q: Moorwasser Q: Ulster | |
| Rabenstein (Rabensteine) (⊙)                                                                                   | 845,0                         | Dammersfeldrücken; NP Hessische Rhön, BR Rhön                               | Gersfeld – Dalherda – Rommers Wildflecken – Neuwildflecken – Wildflecken (Ko) | FD KG               | HE BY             | TrÜbPl Wildflecken, Ruine Rabenstein; Q: Heiligengraben | |
| Teufelsberg (Nk v. Himmeldunkb.) (s. a. Teufelstein) (⊙)                                                       | 844,0                         | Dammersfeldrücken; NP Bayerische Rhön, NP Hessische Rhön, BR Rhön           | Bischofsheim – Oberweißenbrunn Gersfeld – Mosbach – Rengersfeld – Rodenbach | NES FD              | BY HE             | Q: Brend Q: Stecheller | |
| Arnsberg (Oberweißenbrunn) (⊙)                                                                                 | 843,1                         | Kreuzberg-Gruppe; NP Bayerische Rhön, BR Rhön                               | Bischofsheim – Frankenheim – Haselbach – Oberweißenbrunn Wildflecken – Neuwildflecken – Oberwildflecken | NES KG              | BY                | Skilifte/-pisten; Q: Sinn Q: Haselbacher Ortsbach | Blick zum Arnsberg von Süden |
| Simmelsberg (⊙)                                                                                                | 842,7                         | Dammersfeldrücken; NP Hessische Rhön, BR Rhön                               | Bischofsheim – Oberweißenbrunn Gersfeld – Mosbach – Rengersfeld – Rodenbach | NES FD              | BY HE             | Wintersportgebiet Simmelsberg, Frankfurter Hütte; Q: Brend Q: Stecheller | Blick vom Wachtküppel in Richtung Südosten zum Simmelsberg; vorne Häuser von Gersfeld, mittig rechts der waldlose Rodenbacher Küppel mit Häusern von Rodenbach, mittig links der Dammelhof            |
| Totnansberg (⊙)                                                                                                | 839,4                         | Schwarze Berge; NP Bayerische Rhön, BR Rhön                                 | Burkardroth – Gefäll Riedenberg – Riedenberg (Ko) Sandberg – Langenleiten Wildflecken – Oberbach | KG KG NES KG        | BY                | höchster Berg der Schwarzen Berge; NSG Schwarze Berge; Q: Gefällbach Q: Mittelbach Q: Oberbach Q: Seebach | |
| Zornberg (Mittelberg-Nk) (⊙)                                                                                   | 838,0                         | Dammersfeldrücken; BR Rhön                                                  | Bischofsheim – Oberweißenbrunn Gersfeld – Rengersfeld Wildflecken – Neuwildflecken | NES FD KG           | BY HE BY          | TrÜbPl Wildflecken, Q: Bärnlochgraben Q: Ziegelhüttengraben | |
| Milseburg (⊙)                                                                                                  | 835,2                         | Milseburger Kuppenrhön; NP Hessische Rhön, BR Rhön                          | Hilders – Oberbernhards Hofbieber – Danzwiesen – Kleinsassen | FD                  | HE                | höchster Berg der Kuppenrhön, NSG Milseburg, Oppidum Milseburg, Gangolfskapelle, Milseburghütte | Blick von der Wasserkuppe in Richtung Nordnordwesten zur Milseburg |
| Höhe (⊙) | 834                           | Schwarze Berge; NP Bayerische Rhön, BR Rhön                                 | Burkardroth – Gefäll – Stangenroth Geroda – Geroda (Ko) Riedenberg – Riedenberg (Ko) Sandberg – Langenleiten Wildflecken – Oberbach                                                                                          | KG KG NES KG        | BY                | NSG Schwarze Berge; Q: Gefällbach Q: Mittelbach Q: Seebach Q: Thulba | |
| Dreifeldskuppe (Dammersfeldk.-Nk) (⊙)                                                                          | 832,0                         | Dammersfeldrücken; NP Hessische Rhön, BR Rhön                               | Gersfeld – Dalherda Motten – Motten (Ko) Wildflecken – Wildflecken (Ko) | FD KG KG            | HE BY BY          | TrÜbPl Wildflecken; Q: Döllbach (Wassergraben) Q: Gichenbach | Blick vom Westfuß der Ebersburg nach Süden zur Dreifeldskuppe; rechts die Dalherdakuppe |
| Schwarzenberg (s. a. Schwarzenhauck) Hauptgipfel (im NW): Feuerbergkuppe: Mittlere Kuppe: Südostkuppe: (⊙)     | 832,0 830,0 815 801,4         | Schwarze Berge; NP Bayerische Rhön, BR Rhön                                 | Burkardroth – Gefäll Sandberg – Langenleiten Wildflecken – Oberbach – Wildflecken (Ko) | KG NES KG           | BY                | Whs Kissinger Hütte, Skigebiet Feuerberg; Q: Kellersbach (n) Q: Oberbach | |
| Mathesberg (⊙)                                                                                                 | 831,8                         | Wasserkuppenrhön; NP Hessische Rhön, BR Rhön                                | Ehrenberg – Wüstensachsen Gersfeld – Obernhausen | FD                  | HE                | NSG Rotes Moor, Q: Feldbach (n) Q: Grumbachborn (n), Mathesbergquelle | Blick vom Bereich der Wüstung Grumbach (Wasserkuppenmassiv) südwestwärts zum Mathesberg (mittig); der bewaldete Berg im Hintergrund ist der Steinkopf bei Wüstensachsen                               |
| Schafstein (⊙)                                                                                                 | 831,8                         | Wasserkuppenrhön; NP Hessische Rhön, BR Rhön                                | Ehrenberg – Reulbach – Wüstensachsen Gersfeld – Obernhausen | FD                  | HE                | Basalt-Blockschutthalden, NSG Schafstein bei Wüstensachsen; Q: Reulbach (n) Q: Grumbachborn (n), Schafsteiner Brunnen | Schafstein von Westen |
| Feuerberg (Schwarzenberg-Nk)(⊙)                                                                                | 830,0                         | Schwarze Berge; NP Bayerische Rhön, BR Rhön                                 | Sandberg – Langenleiten – Waldberg Wildflecken – Oberbach, – Wildflecken (Ko) | NES KG              | BY                | Whs Kissinger Hütte (n), Skigebiet Feuerberg; Q: Kellersbach (n) Q: Oberbach | |
| Erlenberg (⊙)                                                                                                  | 826,3                         | Schwarze Berge; NP Bayerische Rhön, BR Rhön                                 | Burkardroth – Gefäll Geroda – Geroda (Ko) Riedenberg – Riedenberg (Ko) Sandberg – Langenleiten | KG KG NES KG        | BY                | NSG Schwarze Berge; Q: Gefällbach Q: Thulba | |
| Ottersteine (Dammersfeldk.-Nk) (⊙)                                                                             | 821,3                         | Dammersfeldrücken; NP Hessische Rhön, BR Rhön                               | Gersfeld – Dalherda – Gichenbach – Rommers Wildflecken – Wildflecken (Ko) | FD KG               | HE BY             | TrÜbPl Wildflecken, NSG Haderwald, Ottersteine (ND) | Blick von Dalherda nach Südosten: Bremerkopf (links), Ottersteine (mittig) und Dammersfeldkuppe (rechts)                                                                                              |
| Eubeberg (Eube) (⊙)                                                                                            | 820                           | Wasserkuppenrhön; NP Hessische Rhön, BR Rhön                                | Gersfeld – Maiersbach – Obernhausen – Schachen – Sommerberg Poppenhausen – Güntersberg – Rodholz – Schwarzerden | FD                  | HE                | NSG Eube, früher mit Skilift; Q: Lütter Q: Maiersbach | Blick vom Gipfel der Wasserkuppe südsüdwestwärts zum Eubeberg (Eube) |
| Ehrenberg (Wüstensachsen) (⊙)                                                                                  | 816,5                         | Wasserkuppenrhön; NP Hessische Rhön, BR Rhön                                | Ehrenberg – Melperts – Reulbach – Seiferts – Wüstensachsen | FD                  | HE                | Q: Rothenbach | |
| Schnitzersberg (siehe Ellenbogen) Schnitzersberg: Hintere Rhön: Ellenbogen: namenloser Hügel: Schafküppel: (⊙) | 815,5 813,7 813,0 812,5 806,8 | Lange Rhön; NP Bayerische Rhön                                              | Ehrenberg – Thaiden Erbenhausen – Erbenhausen (Ko) – Reichenhausen Fladungen – Leubach Frankenheim – Frankenheim (Ko) Hilders – Batten – Hilders (Ko) – Simmershausen Kaltennordheim – Melpers (Ko) Oberweid – Oberweid (Ko) | FD SM NES SM FD SM  | HE TH BY TH HE TH | höchster Berg im thüringischen Rhönteil, Drei Spitzen (Schnitzersberg, Hintere Rhön, namenloser Hügel), NSG: – Rhönkopf-Streufelsberg – Rhönwald (n); Q: Battenbach Q: Streu Q: Weid | Sendemast auf dem Schnitzersberg |
| Feldberg (⊙)                                                                                                   | 815,2                         | Wasserkuppenrhön; NP Hessische Rhön, BR Rhön                                | Gersfeld – Obernhausen – Sandberg | FD                  | HE                | Burgruine Schneeberg, NSG Rotes Moor; Q: Feldbach (Kaskadenschlucht; n), Sandbergquelle | Blick vom Rodenbacher Küppel im Südsüdwesten vorbei am Dorf Sandberg zum Feldberg |
| Hintere Rhön (Schnitzersberg-Nk) (⊙)                                                                           | 813,7                         | Lange Rhön; NP Bayerische Rhön                                              | Ehrenberg – Thaiden Fladungen – Leubach Frankenheim – Frankenheim (Ko) Hilders – Batten – Hilders (Ko) – Simmershausen Kaltennordheim – Melpers (Ko) Oberweid – Oberweid (Ko)                                                | FD NES SM FD SM     | HE BY TH HE TH    | NSG: – Rhönkopf-Streufelsberg – Rhönwald (n); Q: Battenbach Q: Streu Q: Weid | |
| Ellenbogen (Schnitzersberg-Nk) (⊙)                                                                             | 813,0                         | Lange Rhön; NP Bayerische Rhön                                              | Erbenhausen – Erbenhausen (Ko) – Reichenhausen Fladungen – Leubach Frankenheim – Frankenheim (Ko) Hilders – Batten – Hilders (Ko) – Simmershausen Kaltennordheim – Melpers (Ko) Oberweid – Oberweid (Ko)                     | SM NES SM FD SM     | TH BY TH HE TH    | Eisenacher Haus Thüringer Rhönhaus (n), NSG: – Rhönkopf-Streufelsberg (n) – Rhönwald (n); Q: Rodgraben Q: Battenbach (n) Q: Streu Q: Weid | Blick vom Buchschirm zum Ellenbogen |
| Hangenberg(Oberhaukleite) (⊙)                                                                                  | 809,1                         | Lange Rhön; NP Bayerische Rhön, BR Rhön                                     | Ehrenberg – Wüstensachsen Oberelsbach – Ginolfs – Oberelsbach (Ko) Ostheim – Urspringen Sondheim – Sondheim (Ko) | FD NES NES          | HE BY BY          | NSG Lange Rhön | |
| Großer Auersberg (s. a.: – Auersberg – Kl. Auersberg) (⊙)                                                      | 808,6                         | Dammersfeldrücken; BR Rhön                                                  | Wildflecken – Am Auersberg – Eckartsroth – Oberbach – Wildflecken (Ko) | KG                  | BY                | TrÜbPl Wildflecken | Blick vom Kleinen Auersberg nordostwärts zum Großen Auersberg |
| Kleiner Auersberg (s. a.: – Auersberg – Gr. Auersberg) (⊙)                                                     | 808                           | Dammersfeldrücken; BR Rhön                                                  | Motten – Kothen Wildflecken – Eckartsroth – Oberbach | KG                  | BY                | TrÜbPl Wildflecken, Wüstung Rothenrain; Q: Diesbach | Blick vom Quellgebiet des Höllgrabens über den Truppenübungsplatz Wildflecken nordnordostwärts zum Kleinen Auersberg                                                                                  |
| Schafküppel (Schnitzersberg-Nk) (⊙)                                                                            | 806,8                         | Lange Rhön; BR Rhön                                                         | Erbenhausen – Erbenhausen (Ko) – Reichenhausen Fladungen – Leubach Frankenheim – Frankenheim (Ko) Kaltennordheim – Melpers (Ko) Oberweid – Oberweid (Ko)                                                                     | SM NES SM           | TH BY TH          | Eisenacher Haus (n), NSG: Rhönkopf-Streufelsberg (n); Q: Rodgraben Q: Streu (n) Q: Weid (n) | |
| Querenberg (Stirnberg-Nk) (⊙)                                                                                  | 804,8                         | Lange Rhön; NP Bayerische Rhön, NP Hessische Rhön, BR Rhön                  | Birx – Birx (Ko) Ehrenberg – Melperts – Seiferts – Wüstensachsen Fladungen – Rüdenschwinden Hausen – Hillenberg | SM FD NES NES       | TH HE BY BY       | Schwarzes Moor, NSG Lange Rhön; Q: Birxgraben (mit Querenbrunnen) Q: Eisgraben (mit Schwarzem Brunnen) Q: Röhlichsgraben | |
| Dalherdakuppe (Dalherdaer Kuppe) (Dreifeldsk.-Nk) (⊙)                                                          | 800,6                         | Dammersfeldrücken; NP Hessische Rhön, BR Rhön                               | Gersfeld – Dalherda Motten – Motten (Ko) Wildflecken – Wildflecken (Ko) | FD KG KG            | HE BY BY          | TrÜbPl Wildflecken, Kuppenmännchen/Kuppenmann (Phonolith-Säule); Q: Döllbach (Wassergraben) Q: Thalaubach | Blick von der Westschulter des Horstbergs südsüdostwärts zur Dalherdakuppe |
| Kesselstein (⊙)                                                                                                | 800                           | Wasserkuppenrhön; NP Hessische Rhön, BR Rhön                                | Bischofsheim – Frankenheim – Holzberg Gersfeld – Mosbach – Sandberg | NES FD              | BY HE             | Kesselsteine (ND); Barnsteinquellen | |
| Bremerkopf (Ottersteine-Nk) (s. a. Bremer Berg) (⊙)                                                            | 797,0                         | Dammersfeldrücken; NP Hessische Rhön, BR Rhön                               | Gersfeld – Dalherda – Gichenbach – Rommers Wildflecken – Wildflecken (Ko) | FD KG               | HE BY             | TrÜbPl Wildflecken, NSG Haderwald | Blick etwa vom Wandererparkplatz Altgericht bei Haukeller (zwischen Weyhers und Hettenhausen) südostwärts zum Bremerkopf links vom Dammersfeldrücken                                                  |
| Grabenberg (⊙)                                                                                                 | 796,2                         | Lange Rhön; NP Hessische Rhön, BR Rhön                                      | Birx – Birx (Ko) Fladungen – Leubach – Rüdenschwinden Frankenheim – Frankenheim (Ko) | SM NES SM           | TH BY TH          | NSG Lange Rhön, Ex Grenzturm der DDR, Oberer See (n); Q: Birxgraben (n) | |
| Ilmenberg (⊙)                                                                                                  | 787,1                         | Lange Rhön; NP Bayerische Rhön, BR Rhön                                     | Ehrenberg – Wüstensachsen Hausen – Roth Oberelsbach – Oberelsbach (Ko) Ostheim – Urspringen Sondheim – Sondheim (Ko) – Stetten                                                                                               | FD NES NES          | HE BY BY          | NSG Lange Rhön, Thüringer Hütte, Skilift | Blick von der Langen Rhön südostwärts zum Ilmenberg mit Bergstation des Skilifts |
| Farnsberg (⊙)                                                                                                  | 786                           | Schwarze Berge; NP Bayerische Rhön, BR Rhön                                 | Burkardroth – Gefäll Riedenberg – Riedenberg (Ko) Sandberg – Langenleiten Wildflecken – Oberbach | KG KG NES KG        | BY                | NSG Schwarze Berge; Steinernes Meer (Felsenmeer), Tintenfass (Basaltsee, Tagebaurestsee; n), Naturfreundehaus mit Jugendzeltplatz Farnsberg, Whs Berghaus Rhön (n), Whs Würzbürger Karl-Straub-Haus (Würzburger Haus; n); Q: Trockenbach | |
| Weiherberg (s. a. Weiherkuppe) (⊙)                                                                             | 785,7                         | Wasserkuppenrhön; NP Hessische Rhön, BR Rhön                                | Hilders – Dietges Poppenhausen – Abtsroda – Mittelberg – Sieblos | FD                  | HE                | Sendemast; Q: Bieber (n) Q: Brandbach Q: Scheppenbach Q: Schlichtwasser Q: Schöpfersbach Q: Wanne (n) Q: Weiherbergerbach | Blick vom Wachtküppel zum Weiherberg |
| Rhönkopf (Ellenbogen-Nk) Hauptkuppe: Salkenberg: (⊙)                                                           | 779,7 772,8                   | Lange Rhön; NP Bayerische Rhön, BR Rhön                                     | Erbenhausen – Erbenhausen (Ko) – Reichenhausen Fladungen – Leubach Frankenheim – Frankenheim (Ko) Kaltennordheim – Melpers (Ko) Oberweid – Oberweid (Ko)                                                                     | SM NES SM           | TH BY TH          | Schwedenschanze/-wall, NSG Rhönkopf-Streufelsberg; Q: Streu (n) | |
| Hoher Dentschberg (Hoher Deentschberg) (Heidelstein-Nk) (⊙)                                                    | 777,4                         | Lange Rhön; NP Bayerische Rhön, BR Rhön                                     | Bischofsheim – Holzberg Ehrenberg – Wüstensachsen Oberelsbach – Ginolfs – Oberelsbach (Ko) | NES FD NES          | BY HE BY          | NSG Lange Rhön, Basaltsee (Steinernes Haus; n) | |
| Rockenstein (Nk v. Himmeldunkb.) (s. a. Rockenstuhl) (⊙)                                                       | 776,0                         | Dammersfeldrücken; NP Bayerische Rhön, BR Rhön                              | Bischofsheim – Frankenheim – Oberweißenbrunn Gersfeld – Mosbach – Rengersfeld – Rodenbach | NES FD              | BY HE             | Q: Orebrunnen | Blick vom Bereich südlich des Himmeldunkbergs südwärts zum Rockenstein |
| Fuchsküppel (Weiherberg-Nk) (⊙)                                                                                | 775,0                         | Wasserkuppenrhön; NP Hessische Rhön, BR Rhön                                | Hilders – Dietges Poppenhausen – Abtsroda – Mittelberg – Sieblos | FD                  | HE                | Q: Brandbach (n) | Blick vom Plateau des Weiherbergs zum Fuchsküppel |
| Maihügel (Heidelstein-Nk) (⊙)                                                                                  | 775                           | Lange Rhön; NP Bayerische Rhön, BR Rhön                                     | Bischofsheim – Holzberg Ehrenberg – Wüstensachsen Oberelsbach – Ginolfs – Oberelsbach (Ko) | NES FD NES          | BY HE BY          | NSG Lange Rhön, Basaltsee (Steinernes Haus; n) | |
| Dungberg (⊙)                                                                                                   | 772,7                         | Lange Rhön; NP Hessische Rhön, BR Rhön                                      | Birx – Birx (Ko) Ehrenberg – Seiferts | SM FD               | TH HE             | NSG Lange Rhön, Westabzweig des Rückens zwischen Stirnberg und Ellenbogen, Randhöhe des (Oberen) Ulstertals | Blick etwa vom Grabenberg von einem Weg zwischen Schwarzem Moor und Frankenheim westwärts zum Dungberg; mit Birx (rechts) und dem Berg Milseburg (hinten)                                             |
| Großer Nallenberg (Große Nalle) (s. a. Kl. Nallenberg) (⊙)                                                     | 768,3                         | Milseburger Kuppenrhön; NP Hessische Rhön, BR Rhön                          | Gersfeld – Altenfeld – Gersfeld (Ko) – Gichenbach – Rengersfeld – Rommers – Sparbrod | FD                  | HE                | Ex Basalt-Steinbruch; Q: Römergraben Q: Scheibelbach | Großer Nallenberg |
| Lösershag (⊙)                                                                                                  | 765                           | Schwarze Berge; NP Bayerische Rhön, BR Rhön                                 | Wildflecken – Oberbach – Oberwildflecken – Wildflecken (Ko) | KG                  | BY                | NSG Schwarze Berge; Q: Zintersbach (n) | |
| Bubenbader Stein (Milseburg-Nk) (⊙)                                                                            | 758,8                         | Milseburger Kuppenrhön; NP Hessische Rhön, BR Rhön                          | Hilders – Dietges – Rupsroth – Steinbach Hofbieber – Danzwiesen | FD                  | HE                | Bubenbader Steine (Basaltfelsen; ND) | Blick von Süden zum Bubenbader Stein |
| Weiherkuppe (s. a. Weiherberg) (⊙)                                                                             | 758,6                         | Wasserkuppenrhön; NP Hessische Rhön, BR Rhön                                | Hilders – Dietges Poppenhausen – Abtsroda – Mittelberg – Sieblos | FD                  | HE                | NSG Weiherkuppe bei Sieblos, Q: Schlichtwasser Q: Weiherbergerbach | Blick vom Weiherberg südwärts zur Weiherkuppe |
| Auersberg (s. a.: – Gr. Auersberg – Kl. Auersberg) (⊙)                                                         | 756,8                         | Auersberger Kuppenrhön; NP Hessische Rhön, BR Rhön                          | Hilders – Simmershausen – Hilders (Ko) Tann – Dippach – Lahrbach – Neuschwambach – Neustädtges – Unterrückersbach | FD                  | HE                | Ruine Auersburg; Q: Lahrbach | Blick von der Milseburg nordostwärts über das Scheppenbachtal zum Auersberg; vorne Steinbach; mittig die Nachbardörfer Liebhards und Eckweisbach; hinten links der Große Inselsberg im Thüringer Wald |
| Käulingberg (Kreuzberg-Nk) (⊙)                                                                                 | 754,3                         | Kreuzberg-Gruppe; NP Bayerische Rhön, BR Rhön                               | Bischofsheim – Bischofsheim (Ko) – Haselbach – Unterweißenbrunn Sandberg – Kilianshof – Sandberg (Ko) | NES                 | BY                | Neustädter Haus; Q: Eichenbrunnen Q: Dreikahrbach Q: Dürbach Q: Hinterer Haselbach | |
| Gebaberg (Hohe Geba) (⊙)                                                                                       | 750,7                         | Vordere Rhön; BR Rhön                                                       | Kaltennordheim – Oberkatz (Ko) Meiningen – Stepfershausen (Ko) – Träbes Rhönblick – Geba Wasungen – Dörrensolz – Unterkatz (Ko) – Wahns (Ko)                                                                                 | SM                  | TH                | höchster Berg der Vorderen Rhön; Meininger Hütte, Sendeturm, Rhönkulturgarten mit nachgebildetem Keltendorf, Whs Bergstübchen, Museum Дружба (russisch für Freundschaft), Infostelle des FVV Geba e. V.; Q: Solzbach Q: Springbach Q: Steinbach mit Speicher Steinbach | Gebaberg: Gipfelregion u. a. mit Sendeturm |
| Kleiner Guckas (Kreuzberg-Nk; für Großen Guckas siehe rechts in Spalte Kommentar/e) (⊙)                        | 749                           | Kreuzberg-Gruppe; NP Bayerische Rhön, BR Rhön                               | Bischofsheim – Haselbach Sandberg – Langenleiten – Sandberg (Ko) – Waldberg Wildflecken – Oberwildflecken – Wildflecken (Ko)                                                                                                 | NES NES KG          | BY                | Großer Guckas (n): Bereich östlich vom Kleinen Guckas auf der Kreuzberg-Südwestlfanke Q: Karlsbrunnen Q: Kellersbach (n) Q: Rotgraben (n) | |
| Steinküppel (Wildflecken) (⊙)                                                                                  | 746                           | BR Rhön                                                                     | Motten – Kothen Wildflecken – Wildflecken (Ko) | KG                  | BY                | Basaltfelsen, TrÜbPl Wildflecken | Steinküppel von Osten |
| Buchschirm (Buchschirmberg) (Schnitzersberg- bzw. Ellenbogen-Nk) (⊙)                                           | 745,2                         | Lange Rhön; NP Hessische Rhön, BR Rhön                                      | Frankenheim – Frankenheim (Ko) Hilders – Batten – Hilders (Ko) – Simmershausen Oberweid – Oberweid (Ko) | SM FD SM            | TH HE TH          | Ulstertal-Randhöhe, Aussichtsplattform, Kreuz des Ostens, Sendeturm, Battenstein (Basaltfelsen), Kapelle St. Maria, Armenseelenhäuschen, Thomas-Morus-Haus, Pater-Löslein-Hütte; Q: Anze Q: Mühlbach | Buchschirm von Westen |
| Bloßberg (⊙)                                                                                                   | 743,3                         | Lange Rhön; NP Bayerische Rhön, BR Rhön                                     | Birx – Birx (Ko) Fladungen – Leubach – Rüdenschwinden Frankenheim – Frankenheim (Ko) Hausen – Hausen (Ko) – Hillenberg | SM NES SM NES       | TH BY TH BY       | Wüstung Hauenstein, Rhönhof; Q: Dörrbachgraben Q: Eisgraben Q: Erlesgraben | Blick etwa aus Richtung Hausen nach Nordwesten zum Bloßberg |
| Streufelsberg (⊙)                                                                                              | 739,8                         | Ostabfall der Langen Rhön; BR Rhön                                          | Erbenhausen – Erbenhausen (Ko) – Reichenhausen – Schafhausen Fladungen – Leubach Frankenheim – Frankenheim (Ko) Kaltennordheim – Melpers (Ko)                                                                                | SM NES SM           | TH BY TH          | NSG Rhönkopf-Streufelsberg; Q: Rodgraben Q: Streu (n) | Blick vom „Heimatblick“ bei Leubach nordwärts zum Streufelsberg |
| Steinköpfchen (Schafküppel-Nk) Westkuppe: Ostkuppe: (⊙)                                                        | 738,1 728,2                   | Lange Rhön; BR Rhön                                                         | Erbenhausen – Erbenhausen (Ko) – Reichenhausen Fladungen – Leubach Kaltennordheim – Kaltensundheim (Ko) – Kaltenwestheim (Ko) – Melpers (Ko) Oberweid – Oberweid (Ko)                                                        | SM NES SM           | TH BY TH          | NSG: Rhönkopf-Streufelsberg (n); Q: Lahrbach Q: Rodgraben (n) | |
| Platzer Kuppe (⊙)                                                                                              | 736,8                         | Schwarze Berge; NP Bayerische Rhön, BR Rhön                                 | Burkardroth – Burkardroth (Ko) – Gefäll – Stangenroth Geroda – Geroda (Ko) – Platz | KG                  | BY                | NSG Schwarze Berge, Gipfelkreuz; Q: Thulba (n) Q: Vollerbrunnen | |
| Gangolfsberg (⊙)                                                                                               | 735,8                         | Ostabfall der Langen Rhön; NP Bayerische Rhön, BR Rhön                      | Oberelsbach – Ginolfs – Oberelsbach (Ko) Ostheim – Urspringen Sondheim – Sondheim (Ko) | NES                 | BY                | Basaltprismenwände, Teufelskeller (Höhle), Wallanlage, Schweinfurter Haus, NSG: – Gangolfsberg – Mühlwiesen im Elsbachtal | Blick von der Langen Rhön zum Gangolfsberg |
| Engelsberg (⊙)                                                                                                 | 730                           | Auersberger Kuppenrhön; NP Hessische Rhön, BR Rhön                          | Tann – Herdathurm – Hundsbach – Kleinfischbach – Knottenhof – Tann (Ko) – Wendershausen | FD                  | HE                | | Blick von Schlitzenhausen zum Engelsberg (links im Bild) |
| Teufelstein (s. a. Teufelsberg) (⊙)                                                                            | 729,4                         | Milseburger Kuppenrhön; NP Hessische Rhön, BR Rhön                          | Hilders – Dietges Poppenhausen – Abtsroda – Mittelberg – Sieblos | FD                  | HE                | Teufelstein (Basaltfelsen; ND); Q: Bieber (n) Q: Wanne | Teufelstein von Südwesten |
| Stellberg (Wolferts) (⊙)                                                                                       | 727,4                         | Milseburger Kuppenrhön; NP Hessische Rhön, BR Rhön                          | Dipperz – Wolferts Hofbieber – Kleinsassen Poppenhausen – Mittelberg | FD                  | HE                | NSG Stellberg bei Wolferts, Basalt-Blockschutthalde Hauenstein (597,2 m; Basaltfels, ND); Q: Igelbach | Blick von Südosten zum Stellberg mit Häusern von Hinterstellberg (Weiler von Hofbieber) |
| Dadenberg (⊙)                                                                                                  | 726,0                         | Auersberger Kuppenrhön; NP Hessische Rhön, BR Rhön                          | Empfertshausen – Empfertshausen (Ko) Kaltennordheim – Klings – Kaltenwestheim (Ko) – Unterweid (Ko) Tann – Herdathurm – Hundsbach – Kleinfischbach – Knottenhof – Tann (Ko) – Wendershausen                                  | WAK SM FD           | TH TH HE          | Ostgipfel des Engelsbergs, Scharte liegt auf über 710 m Q: Lotte Q: Weid | |
| Weidberg (⊙)                                                                                                   | 724,9                         | Auersberger Kuppenrhön; BR Rhön                                             | Erbenhausen – Reichenhausen Kaltennordheim – Kaltenwestheim (Ko) – Mittelsdorf Oberweid – Oberweid (Ko) | SM                  | TH                | | |
| Kalte Buche (⊙)                                                                                                | 722,6                         | Lange Rhön; NP Bayerische Rhön, BR Rhön                                     | Bischofsheim – Bischofsheim (Ko) – Holzberg – Unterweißenbrunn – Wegfurt Oberelsbach – Ginolfs – Sondernau – Weisbach | NES                 | BY                | NSG Lange Rhön | |
| Neidhardskopf (Neiderskopf) (Gebaberg-Nk) (⊙)                                                                  | 721,2                         | Vordere Rhön; BR Rhön                                                       | Rhönblick – Bettenhausen – Geba – Helmershausen | SM                  | TH                | Basalt-Steinbruch | |
| Sachsenburg (Haupt-/Nordkuppe) Sachsenburg: Röderberg/-burg: (⊙)                                               | 720,9 691,6                   | Auersberger Kuppenrhön; BR Rhön                                             | Dermbach – Oberalba – Steinberg – Unteralba Gerstengrund – Gerstengrund (Ko) Oechsen – Lenders | WAK                 | TH                | NSG Sachsenburg, Emberghütte (n); Q: Gabelbach | Blick etwa aus Richtung der nahe Oberalba stehenden Emberghütte südsüdwestwärts zur Sachsenburg |
| Steinkopf (Roth) (⊙)                                                                                           | 719                           | Ostabfall der Langen Rhön; NP Bayerische Rhön, BR Rhön                      | Hausen – Hillenberg – Roth Ostheim – Urspringen Sondheim – Sondheim (Ko) – Stetten | NES                 | BY                | NSG: Lange Rhön (n) | |
| Habelberg (Habel) (⊙)                                                                                          | 718,5                         | Soisberger Kuppenrhön; NP Hessische Rhön, BR Rhön                           | Tann – Günthers – Habel – Lahrbach – Meerswinden – Neustädtges – Neuswarts – Tann – Wendershausen | FD                  | HE                | Habelstein (Basaltfelsen), NSG Habelstein; Habelsee | Blick über Habel hinweg in Richtung Ostnordosten zum Habelberg |
| Osterburg (⊙)                                                                                                  | 714                           | Kreuzberg-Gruppe; NP Bayerische Rhön, BR Rhön                               | Bischofsheim – Bischofsheim (Ko) – Frankenheim – Haselbach – Oberweißenbrunn | NES                 | BY                | Burgruine Osterburg; Q: Haselbacher Ortsbach | Mauerreste der Burgruine Osterburg |
| Baier (⊙) | 713,9                         | Auersberger Kuppenrhön; BR Rhön                                             | Dermbach – Gehaus – Oberalba – Stadtlengsfeld (Ko) – Unteralba – Urnshausen (Ko) Oechsen – Oechsen (Ko) Weilar – Weilar (Ko)                                                                                                 | WAK                 | TH                | NSG Baier; Q: Oechse (Öchse) | Blick vom Gläserberg vorbei am Dorf Unteralba nordwärts zum Baier |
| Diesburg (⊙)                                                                                                   | 711,8                         | Vordere Rhön; BR Rhön                                                       | Kaltennordheim – Aschenhausen (Ko) – Oberkatz (Ko) Rhönblick – Geba – Gerthausen – Helmershausen – Wohlmuthausen | SM                  | TH                | Keltische Wallburg Diesburg, Fels Großer Stein | Blick nach Osten zur Diesburg |
| Rother Kuppe (⊙)                                                                                               | 710,6                         | Ostabfall der Langen Rhön; NP Bayerische Rhön, BR Rhön                      | Hausen – Hillenberg – Roth Ostheim – Urspringen Sondheim – Sondheim (Ko) – Stetten | NES                 | BY                | Aussichtsturm, Whs Rother Kuppe, Rhön-Park-Hotel | Blick aus Richtung Südsüdwesten zur Rother Kuppe mit Aussichtsturm und Rhön-Park-Hotel |
| Heidigskuppe (Weiherberg-Nk) (⊙)                                                                               | 710                           | Wasserkuppenrhön, Milseburger Kuppenrhön; NP Hessische Rhön, BR Rhön        | Poppenhausen – Mittelberg – Sieblos | FD                  | HE                | Q: Schöpfersbach Q: Weiherbergerbach (n) | Blick vom Weiherberg südwestwärts zur Heidigskuppe |
| Maulkuppe (⊙)                                                                                                  | 706,3                         | Milseburger Kuppenrhön; NP Hessische Rhön, BR Rhön                          | Dipperz – Wolferts Poppenhausen – Mittelberg – Steinwand | FD                  | HE                | Fuldaer Haus (Rhönklub); Q: Igelbach Q: Wanne | Blick von Südsüdosten zur Maulkuppe mit Fuldaer Haus (links) |
| Wachtküppel (Spitzbub) (⊙)                                                                                     | 705,5                         | Milseburger Kuppenrhön; NP Hessische Rhön, BR Rhön                          | Gersfeld – Holenbrunn – Maiersbach – Wachtküppel Poppenhausen – Gackenhof | FD                  | HE                | Gipfelkreuz, Wendelinuskapelle (Westflanke) | Blick von Nordwesten zum Wachtküppel mit Gipfelkreuz |
| Kleiner Nallenberg (Kleine Nalle) (s. a. Gr. Nallenberg) (⊙)                                                   | 704,1                         | Milseburger Kuppenrhön; NP Hessische Rhön, BR Rhön                          | Gersfeld – Altenfeld – Gersfeld (Ko) – Gichenbach – Rengersfeld – Rommers – Sparbrod | FD                  | HE                | Q: Römergraben Q: Scheibelbach | Blick vom Simmelsberg nach Westnordwesten zum Kleinen Nallenberg (links) und Großen Nallenberg (rechts); am Horizont das Mittelgebirge Vogelsberg                                                     |
| Hoher Rain (Fischbach) (⊙)                                                                                     | 702,8                         | Vordere Rhön; BR Rhön                                                       | Dermbach – Diedorf (Ko) – Neidhartshausen (Ko) Friedelshausen – Friedelshausen (Ko) Kaltennordheim – Fischbach – Kaltenlengsfeld Roßdorf – Roßdorf (Ko) Wasungen – Hümpfershausen (Ko) Wiesenthal – Wiesenthal (Ko)          | WAK SM SM WAK       | TH                | | |
| Roßberg (Rhön, Roßdorf) (Nk v. Hohem Rain) (Roßdorf) (s. a.: – Rößberg (Großenbach) – Rößberg (Ketten)) (⊙)    | 701,6                         | Vordere Rhön; BR Rhön                                                       | Dermbach – Diedorf (Ko) – Neidhartshausen (Ko) Friedelshausen – Friedelshausen (Ko) Kaltennordheim – Fischbach – Kaltenlengsfeld Roßdorf – Roßdorf (Ko) Wasungen – Hümpfershausen (Ko) Wiesenthal – Wiesenthal (Ko)          | WAK SM SM WAK       | TH                | 2 Sendemasten/-türme | |
| Umpfen (⊙) | 700,6                         | Vordere Rhön; BR Rhön                                                       | Kaltennordheim – Fischbach – Kaltenlengsfeld – Kaltennordheim (Ko) | SM                  | TH                | Sendeturm (Gipfelnähe), Sendeturm (Steinbruchnähe), Ex Basalt-Steinbruch, Whs Rhön-Brise; Q: Fischbach Q: Bach aus Kaltenlengsfeld (Goldbach; n) | Blick aus Richtung Nordwesten vorbei an der Nordflanke des Windbergs (rechts unten) zum Umpfen mit Sendeturm                                                                                          |
| Hohe Kammer (⊙)                                                                                                | 700,0                         | Milseburger Kuppenrhön; NP Bayerische Rhön; NP Hessische Rhön, BR Rhön      | Ebersburg – Altenhof – Stellberg – Thalau Gersfeld – Dalherda Motten – Motten (Ko) Wildflecken – Wildflecken (Ko) | FD FD KG KG         | HE HE BY BY       | TrÜbPl Wildflecken, Jagdhaus Hohekammer; Q: Döllbach (Wassergraben; n) Q: Thalaubach (n) | |
| Mannsberg (⊙)                                                                                                  | 698,7                         | Auersberger Kuppenrhön; BR Rhön                                             | Geisa – Bremen – Geblar Gerstengrund – Gerstengrund (Ko) Schleid – Zitters | WAK                 | TH                | Q: Bremen Q: Lützenbach | Blick von Point Alpha ostwärts auf den Hohen Stern (links) und den Mannsberg (rechts) |
| Hoher Stern (⊙)                                                                                                | 697,5                         | Auersberger Kuppenrhön; BR Rhön                                             | Geisa – Bremen – Geblar Gerstengrund – Gerstengrund (Ko) Oechsen – Lenders | WAK                 | TH                | Q: Bremen | Blick von Norden zum Hohen Stern |
| Steinkopf (Brunnhartshausen) (⊙)                                                                               | 694,0                         | Auersberger Kuppenrhön; BR Rhön                                             | Dermbach – Föhlritz – Steinberg – Dermbach (Ko) Gerstengrund – Gerstengrund | WAK                 | TH                | NSG: – Roßberg-Kohlbach-Hochrain – Sachsenburg; Q: Steinbach Q: Weißer Born | |
| Zellerkopf (⊙)                                                                                                 | 693,8                         | Auersberger Kuppenrhön; BR Rhön                                             | Dermbach – Steinberg – Dermbach (Ko) Gerstengrund – Gerstengrund | WAK                 | TH                | NSG: – Roßberg-Kohlbach-Hochrain – Sachsenburg; Q: Gabelbach Q: Steinbach Q: Schwarzer Born Q: Weißer Born | |
| Roßberg (Schleid) (Schleid) (s. a.: – Rößberg (Großenbach) – Rößberg (Ketten)) (⊙)                             | 693,6                         | Auersberger Kuppenrhön; NP Hessische Rhön, BR Rhön                          | Schleid – Kranlucken – Motzlar – Zitters Tann – Schlitzenhausen – Theobaldshof | WAK FD              | TH HE             | NSG Roßberg-Kohlbach-Hochrain; Q: Kohlbach | Zoomblick vom Gebiet östlich des Paradieshofs nordwärts zum Roßberg |
| Hagküppel (Oberweißenbrunn) (⊙)                                                                                | 693,0                         | Kreuzberg-Gruppe; NP Bayerische Rhön, BR Rhön                               | Bischofsheim – Oberweißenbrunn Wildflecken – Arnsberg | NES KG              | BY                | Doppelturmhügel Oberweißenbrunn; Q: Ziegelhüttengraben | Blick von Oberweißenbrunn südwestwärts zum Hagküppel |
| Ziegelberg (⊙)                                                                                                 | 693,0                         | Kreuzberg-Gruppe; NP Bayerische Rhön, BR Rhön                               | Bischofsheim – Frankenheim – Haselbach – Oberweißenbrunn | NES                 | BY                | | |
| Ebersberg (⊙)                                                                                                  | 689,0                         | Milseburger Kuppenrhön; NP Hessische Rhön, BR Rhön                          | Ebersburg – Ebersberg – Oberrod Poppenhausen – Neuwart – Poppenhausen (Ko) – Rabennest | FD                  | HE                | Burgruine Ebersburg (mit zwei Türmen; einer dient als Aussichtsturm) | Blick zum Ebersberg mit Türmen der Burgruine Ebersburg |
| Hahnberg Nordkuppe: Südkuppe: (⊙)                                                                              | 687,4 671,8                   | Vordere Rhön; BR Rhön                                                       | Friedelshausen – Friedelshausen (Ko) Kaltennordheim – Fischbach – Kaltenlengsfeld – Oberkatz (Ko) Wasungen – Hümpfershausen (Ko) – Oepfershausen (Ko)                                                                        | SM                  | TH                | Q: Fischbach Q: Flohbach Q: Grimmelbach Q: Humbach Q: Kohlbach Q: Rensbach Q: Roßbach Q: Wurmling Q: Ziegelbach oder Goldbach | |
| Bodenhofküppel (⊙)                                                                                             | 685,7                         | Milseburger Kuppenrhön; NP Hessische Rhön, BR Rhön                          | Gersfeld – Backtrog – Dörrenhof – Holenbrunn – Maiersbach – Wachtküppel Poppenhausen – Gackenhof | FD                  | HE                | | Blick von einer Stelle westlich des Wachtküppels südwärts zum Bodenhofküppel |
| Boxberg (⊙) | 685,4                         | Soisberger Kuppenrhön; NP Hessische Rhön, BR Rhön                           | Geisa – Walkes Hofbieber – Boxberg Tann – Esbachsgraben – Habel – Schwarzenborn | WAK FD FD           | TH HE HE          | Felsklippen, NSG Tannenberg-Seelesberg (n); Q: Habelbach | |
| Hohlstein (⊙)                                                                                                  | 684,7                         | Milseburger Kuppenrhön; NP Hessische Rhön, BR Rhön                          | Hilders – Dörmbach – Harbach – Oberbernhards Hofbieber – Danzwiesen – Elters – Kleinsassen – Schackau – Steens | FD                  | HE                | Fuchsstein (Felsen); Q: Dörmbach (n) Q: Köhlersborn Q: Mambach Q: Nässe | Blick vom Gebiet südlich Elters ostsüdostwärts zum Hohlstein |
| Rodenbacher Küppel (Simmelsberg-Nk) (⊙)                                                                        | 680,2                         | Milseburger Kuppenrhön; NP Hessische Rhön, BR Rhön                          | Gersfeld – Gersfeld (Ko) – Rodenbach – Sparbrod | FD                  | HE                | Sendemast, Schutzhütte | Blick aus etwa ostsüdöstlicher Richtung zum Rodenbacher Küppel mit dem Großen Nallenberg im Hintergrund                                                                                               |
| Barsteine (⊙)                                                                                                  | 678                           | Schwarze Berge; NP Bayerische Rhön, BR Rhön                                 | Burkardroth – Gefäll Riedenberg – Riedenberg (Ko) Sandberg – Langenleiten Wildflecken – Oberbach | KG KG NES KG        | BY                | NSG Schwarze Berge, Basaltsee (Tintenfass), Naturfreundehaus, Whs Berghaus Rhön (n) | |
| Schloßberg (Hausen) (⊙)                                                                                        | 677                           | Ostabfall der Langen Rhön; NP Bayerische Rhön, BR Rhön                      | Hausen – Hausen (Ko) – Hillenberg, – Roth | NES                 | BY                | Hildenburg, NSG: – Naturwaldreservat Schloßberg – Naturwaldreservat Eisgraben – Lange Rhön (n) | |
| Alte Mark (⊙)                                                                                                  | 675,7                         | Vordere Rhön; BR Rhön                                                       | Erbenhausen – Erbenhausen (Ko) – Reichenhausen – Schafhausen Kaltennordheim – Aschenhausen (Ko) – Kaltensundheim (Ko) | SM                  | TH                | Sendemast/-turm | |
| Ehrenberg (Dammersfeld-Nk) (Wildflecken) (⊙)                                                                   | 674                           | Dammersfeldrücken; BR Rhön                                                  | Motten – Kothen – Motten (Ko) Wildflecken – Wildflecken (Ko) | KG                  | BY                | Wallfahrtskapelle Maria Ehrenberg, Q: Marienborn | Blick von der Großen Haube ostwärts zum Ehrenberg mit Kapelle Maria Ehrenberg |
| Waltersberg (⊙)                                                                                                | 673,7                         | Auersberger Kuppenrhön; BR Rhön                                             | Dermbach – Brunnhartshausen (Ko) – Föhlritz – Neidhartshausen (Ko) – Steinberg Kaltennordheim – Andenhausen | WAK SM              | TH                | | Blick nach Norden über Empfertshausen und Brunnhartshausen hinweg zum Waltersberg (links) und Gläserberg (rechts) mit Föhlritz am Berghang                                                            |
| Seelesberg (⊙)                                                                                                 | 671,5                         | Soisberger Kuppenrhön; NP Hessische Rhön, BR Rhön                           | Geisa – Apfelbach – Ketten – Walkes Tann – Habel – Meerswinden – Neuswarts | WAK FD              | TH HE             | NSG Tannenberg-Seelesberg; Q: Habelbach | |
| Gläserberg (Waltersberg-Nk) (⊙)                                                                                | 670,4                         | Auersberger Kuppenrhön; BR Rhön                                             | Dermbach – Föhlritz – Steinberg – Dermbach – Dermbach – Neidhartshausen (Ko) | WAK                 | TH                | Dermbacher Hütte, Gipfelkreuz | Gläserberg: Kuhweide, Dermbacher Hütte und Gipfelkreuz (Blick von Nordwesten) |
| Tannenfels (Tannfölsch, Tann-Fuldisch) (⊙)                                                                     | 669,4                         | Milseburger Kuppenrhön; NP Hessische Rhön, BR Rhön                          | Hilders – Brand – Dietges – Liebhards – Rupsroth – Wickers | FD                  | HE                | NSG Wickerser Hute, Ruine Eberstein; Q: Köhlersborn Q: Rauschenbach | Blick vom Parkplatz Abtsroda nordostwärts zum mittig befindlichem Tannenfels |
| Dietrichsberg (Dietrich) (⊙)                                                                                   | 668,9                         | Auersberger Kuppenrhön; BR Rhön                                             | Unterbreizbach – Deicheroda – Hüttenroda – Mosa – Sünna Vacha – Mariengart – Rodenberg – Völkershausen – Willmanns – Wölferbütt                                                                                              | WAK                 | TH                | Wallburg, Freilichtmuseum Keltendorf Sünna (n), Basalt-Steinbruch; Q: Sünna | Blick nordwestwärts zum Dietrichsberg mit Wölferbütt (rechts) |
| Horbel (⊙) | 665,4                         | Auersberger Kuppenrhön; NP Hessische Rhön (n), BR Rhön                      | Dermbach – Diedorf (Ko) Empfertshausen – Empfertshausen (Ko) Kaltennordheim – Andenhausen – Kaltenwestheim (Ko) – Klings Tann – Kleinfischbach – Knottenhof                                                                  | WAK WAK SM FD       | TH TH HE          | NSG Horbel-Hoflar-Birkenberg | |
| Espenhauck (⊙)                                                                                                 | 664,6                         | Lange Rhön; NP Hessische Rhön, BR Rhön                                      | Frankenheim – Frankenheim (Ko) Hilders – Hilders (Ko) – Simmershausen Oberweid – Oberweid (Ko) | SM FD SM            | TH HE TH          | NSG: – Rhönwald – Westlicher Rhönwald; Q: Anze | |
| Roßhäuptchen (⊙)                                                                                               | 664                           | Dammersfeldrücken; BR Rhön                                                  | Wildflecken – Am Auersberg – Eckartsroth – Oberbach – Wildflecken (Ko) | KG                  | BY                | TrÜbPl Wildflecken; Q: Nickelsgraben Q: Wölbersbach | |
| Schwarzenhauck (Weiherberg-Nk) (s. a. Schwarzenberg) (⊙)                                                       | 663,2                         | Milseburger Kuppenrhön; NP Hessische Rhön, BR Rhön                          | Poppenhausen – Mittelberg – Poppenhausen (Ko) – Rauschelbach – Sieblos – Tränkhof | FD                  | HE                | | Blick von der Weiherkuppe südwestwärts zum Schwarzenhauck; halblinks dahinter der Ebersberg |
| Stellberg (Melpers) (⊙)                                                                                        | 662,3                         | Vordere Rhön; BR Rhön                                                       | Erbenhausen – Erbenhausen (Ko) – Schafhausen Kaltennordheim – Melpers (Ko) | SM                  | TH                | Rhein-Weser-Wasserscheide, Q: Felda (n) Q: Herpf (n) | Blick vom Gebiet südwestlich von Fladungen nordwärts zum Stellberg bei Melpers |
| Arnsberg (Brunnhartshausen) (⊙)                                                                                | 661,4                         | Auersberger Kuppenrhön; BR Rhön                                             | Dermbach – Brunnhartshausen (Ko) – Föhlritz – Steinberg Gerstengrund – Gerstengrund (Ko) Kaltennordheim – Andenhausen Schleid – Zitters Tann – Knottenhof – Theobaldshof                                                     | WAK WAK SM WAK FD   | TH TH HE          | Ex Kohle-Bergbau | Blick über Viehweiden bei Gerstengrund in Richtung Südosten zum Arnsberg |
| Pinzler (⊙) | 661,0                         | Auersberger Kuppenrhön; NP Hessische Rhön (n), BR Rhön                      | Empfertshausen – Empfertshausen (Ko) Kaltennordheim – Klings – Kaltenwestheim (Ko) Tann – Kleinfischbach – Knottenhof | WAK SM FD           | TH TH HE          | NSG Horbel-Hoflar-Birkenberg, Q: Klingbach | |
| Dreistelzberg (⊙)                                                                                              | 660,4                         | Brückenauer Kuppenrhön; NP Bayerische Rhön, BR Rhön                         | Bad Brückenau – Bad Brückenau (Ko) – Wernarz Dreistelzer Forst (gG) Oberleichtersbach – Dreistelz – Haghof – Modlos – Oberleichtersbach (Ko)                                                                                 | KG                  | BY                | Aussichtsturm Dreistelzberg; Q: Kretzengraben | Blick vom Aufstieg aus Richtung Wernarz südostwärts zum Dreistelzberg |
| Schindküppel (Mittelberg) (⊙)                                                                                  | 658,3                         | Schwarze Berge; NP Bayerische Rhön, BR Rhön                                 | Riedenberg – Neufriedrichsthal – Riedenberg (Ko) Wildflecken – Oberbach – Ziegelhütte | KG                  | BY                | NSG Schwarze Berge | |
| Große Haube (Mottener Haube, Haube) (⊙)                                                                        | 658,1                         | Brückenauer Kuppenrhön; NP Bayerische Rhön, NP Hessische Rhön, BR Rhön      | Kalbach – Heubach – Uttrichshausen Motten – Kothen – Motten (Ko) | FD KG               | HE BY             | Aussichtsturm | Blick vom Aussichtsturm auf dem Dreistelzberg nach Norden zur Großen Haube; rechts das Kloster Volkersberg (auf dem Kirchberg bei Volkers)                                                            |
| Leichelberg (⊙)                                                                                                | 655,9                         | Vordere Rhön; BR Rhön                                                       | Kaltennordheim – Aschenhausen (Ko) – Kaltensundheim (Ko) | SM                  | TH                | Q: Weißbach | Leichelberg von Südwesten |
| Hünkelshäuptchen (⊙)                                                                                           | 655                           | Wasserkuppenrhön; NP Hessische Rhön, BR Rhön                                | Gersfeld – Hünkelshäuptchen – Obernhausen – Schachen – Sommerberg | FD                  | HE                | NSG Eube; Q: Maiersbach | Blick vom Komberg bei Gersfeld nordnordostwärts zum Hünkelshäuptchen |
| Schweinsberg (⊙)                                                                                               | 654,6                         | Milseburger Kuppenrhön; NP Hessische Rhön, BR Rhön                          | Hilders – Harbach Hofbieber – Elters – Langenberg – Obergruben – Steens – Wittges | FD                  | HE                | Q: Grubenwasser Q: Nässe (n) Q: Schweinsbach | Blick von der Burgruine Auersburg westwärts zum Schweinsberg |
| Maiensteinküppel (Bodenhofküppel-Nk) (⊙)                                                                       | 652,0                         | Milseburger Kuppenrhön; NP Hessische Rhön, BR Rhön                          | Gersfeld – Backtrog – Dörrenhof – Holenbrunn – Maiersbach – Wachtküppel Poppenhausen – Gackenhof | FD                  | HE                | | Blick vom Komberg bei Gersfeld westnordwestwärts zum Maiensteinküppel am höheren Bodenhofküppel und zum Wachtküppel (von links nach rechts)                                                           |
| Staufelsberg Nordkuppe: Südkuppe: (⊙)                                                                          | 649,2 644,6                   | Auersberger Kuppenrhön; NP Hessische Rhön, BR Rhön                          | Hilders – Simmershausen Oberweid – Oberweid (Ko) Kaltennordheim – Unterweid (Ko) | FD SM SM            | HE TH TH          | | Blick zur Nordkuppe des Staufelsbergs aus südlicher Richtung |
| Liedenküppel (Milseburg-Nk) (⊙)                                                                                | 647,8                         | Milseburger Kuppenrhön; NP Hessische Rhön, BR Rhön                          | Hilders – Oberbernhards Hofbieber – Danzwiesen – Kleinsassen | FD                  | HE                | Burgstall Milseburg, NSG Milseburg (n) | |
| Willenstöpfelküppel (⊙)                                                                                        | 646                           | Schwarze Berge; NP Bayerische Rhön, BR Rhön                                 | Riedenberg – Neufriedrichsthal – Riedenberg (Ko) Wildflecken – Oberbach – Ziegelhütte | KG                  | BY                | NSG Schwarze Berge, Schäfersbrunnen | |
| Steinwand (⊙)                                                                                                  | 645,9                         | Milseburger Kuppenrhön; NP Hessische Rhön, BR Rhön                          | Poppenhausen – Steinwand | FD                  | HE                | Phonolith-Felsen (Klettergebiet) | Felsen des Berges Steinwand bei Poppenhausen-Steinwand |
| Altes Schloß (⊙)                                                                                               | 645,5                         | Auersberger Kuppenrhön; BR Rhön                                             | Dermbach – Dermbach (Ko) – Steinberg Gerstengrund – Gerstengrund | WAK                 | TH                | NSG Sachsenburg; Q: Schwarzer Born Q: Weißer Born | |
| Pleß (⊙) | 645,4                         | Vordere Rhön                                                                | Bad Salzungen – Kaltenborn Breitungen – Breitungen (Ko) Dermbach – Bernshausen – Urnshausen (Ko) Rosa – Rosa (Ko) Roßdorf – Roßdorf (Ko) Schmalkalden – Helmers                                                              | WAK SM WAK SM       | TH                | Pleßturm (AT), Sendeturm, TrÜbPl Bad Salzungen; Q: Polsambach | Blick von Meiningen vorbei am Schloss Landsberg nordnordwestwärts zum Pleß am Horizont |
| Gertswiesenkopf (⊙)                                                                                            | 645                           | Vordere Rhön; BR Rhön                                                       | Kaltennordheim – Kaltenlengsfeld – Kaltennordheim (Ko) – Oberkatz (Ko) Wasungen – Oepfershausen (Ko) – Unterkatz (Ko) | SM                  | TH                | Q: Goldbach Q: Grimmelbach Q: Roßbach | |
| Birkenberg (⊙)                                                                                                 | 643,8                         | Auersberger Kuppenrhön; NP Hessische Rhön, BR Rhön                          | Tann – Dippach – Kleinfischbach – Hundsbach Kaltennordheim – Unterweid (Ko) | FD SM               | HE TH             | NSG Horbel-Hoflar-Birkenberg | |
| Knörzchen (⊙)                                                                                                  | 643                           | Schwarze Berge; NP Bayerische Rhön, BR Rhön                                 | Geroda – Geroda (Ko) Oberleichtersbach – Mitgenfeld Riedenberg – Riedenberg (Ko) Schondra – Schildeck | KG                  | BY                | Q: Trockenbach Q: Milzbach | |
| Großer Grubenhauck (⊙)                                                                                         | 642,8                         | Milseburger Kuppenrhön; NP Hessische Rhön, BR Rhön                          | Hilders – Eckweisbach – Harbach – Liebhards – Unterbernhards Hofbieber – Obergruben | FD                  | HE                | Q: Grubenwasser Q: Mauerscheller Wasser Q: Nüst | |
| Eckweisbacher Kuppe (⊙)                                                                                        | 642,3                         | Milseburger Kuppenrhön; NP Hessische Rhön, BR Rhön                          | Hilders – Eckweisbach – Unterbernhards Tann – Aura – Neuschwambach | FD                  | HE                | | Blick von der Ruine Auersburg über das Tal der Ulster westsüdwestwärts zur Eckweisbacher Kuppe |
| Kleiner Grubenhauck (⊙)                                                                                        | 641,4                         | Milseburger Kuppenrhön; NP Hessische Rhön, BR Rhön                          | Hilders – Eckweisbach – Harbach – Liebhards Hofbieber – Obergruben – Steens | FD                  | HE                | Q: Grubenwasser Q: Mauerscheller Wasser Q: Nüst (n) | |
| Krötenstein (⊙)                                                                                                | 640                           | Brückenauer Kuppenrhön; NP Bayerische Rhön, BR Rhön                         | Bad Brückenau – Römershag Riedenberg – Riedenberg (Ko) Wildflecken – Eckartsroth – Oberbach | KG                  | BY                | TrÜbPl Wildflecken, Wüstung Rothenrain; Q: Hirschgraben | |
| Pilsterköpfe Nordkuppe: Südkuppe: (s. a. Pilster) (⊙)                                                          | 639,4 614                     | Brückenauer Kuppenrhön; NP Bayerische Rhön, BR Rhön                         | Bad Brückenau – Bad Brückenau (Ko) Oberleichtersbach – Breitenbach – Mitgenfeld Riedenberg – Riedenberg (Ko) | KG                  | BY                | Basaltkuppen, Pilsterhof; Q: Breitenbach Q: Einraffshofer Wasser (Großer Brunnen) Q: Hofgrundwasser | |
| Rößberg (Ketten) (s. a.: – Roßberg (Rhön, Roßdorf) – Roßberg (Schleid)) (⊙)                                    | 639,4                         | Soisberger Kuppenrhön; NP Hessische Rhön, BR Rhön                           | Geisa – Ketten – Reinhards – Spahl Nüsttal – Gotthards | WAK FD              | TH HE             | Großer Stein (ND); (n); Q: Geisa | Blick vom Grenzgebiet zwischen Rasdorf und Wiesenfeld südwärts zum Rößberg bei Ketten |
| Hutsberg (⊙)                                                                                                   | 639,3                         | Auersberger Kuppenrhön; BR Rhön                                             | Fladungen – Weimarschmieden Rhönblick – Bettenhausen – Helmershausen – Stedtlingen | NES SM              | BY TH             | Ruine Hutsburg, Doppelkegel mit dem Neuberg | Blick vom Melpertser Rasenberg (Stirnberg-Ausläufer) nach Nordosten zum Hutsberg (links) und Neuberg (rechts) mit Thüringer Wald (Horizont)                                                           |
| Neuberg (Rhönblick) (⊙)                                                                                        | 638,8                         | Auersberger Kuppenrhön; BR Rhön                                             | Fladungen – Weimarschmieden Rhönblick – Bettenhausen – Stedtlingen Willmars – Oberfilke – Unterfilke – Willmars (Ko) | NES SM NES          | BY TH BY          | Hinterer Felsen, Doppelkegel mit dem Hutsberg; Rhein-Weser-Wasserscheide | Blick vom Melpertser Rasenberg (Stirnberg-Ausläufer) nach Nordosten zum Neuberg (rechts) und Hutsberg (links) mit Thüringer Wald (Horizont)                                                           |
| Höhe Löhr (⊙)                                                                                                  | 638,1                         | Vordere Rhön; BR Rhön                                                       | Kaltennordheim – Aschenhausen (Ko) – Oberkatz (Ko) Rhönblick – Geba – Helmershausen – Wohlmuthausen | SM                  | TH                | Q: Hörbach Q: Katza (Katzbach, Katz; n) Q: Springbach (n) | |
| Kirschberg (⊙)                                                                                                 | 637,0                         | Milseburger Kuppenrhön; NP Hessische Rhön, BR Rhön                          | Hofbieber – Elters – Langenberg – Obergruben – Steens – Wittges | FD                  | HE                | Q: Birkenbach Q: Grubenwasser Q: Hausarmen Wasser Q: Schwarzbach Q: Schweinsbach | |
| Findloser Berg (⊙)                                                                                             | 635,0                         | Milseburger Kuppenrhön; NP Hessische Rhön, BR Rhön                          | Hilders – Batten – Eckweisbach – Findlos – Hilders (Ko) – Liebhards – Wickers | FD                  | HE                | | |
| Großer Höfler (⊙)                                                                                              | 635                           | Auersberger Kuppenrhön; NP Hessische Rhön, BR Rhön                          | Kaltennordheim – Kaltenwestheim (Ko) – Unterweid (Ko) Oberweid – Oberweid (Ko) Tann – Kleinfischbach | SM SM FD            | TH TH HE          | NSG Horbel-Hoflar-Birkenberg, Q: Lotte Q: Weid (Fischbach) | |
| Oberdick (⊙)                                                                                                   | 633                           | Brückenauer Kuppenrhön; NP Bayerische Rhön, BR Rhön                         | Motten – Kothen – Speicherz Mottener Forst-Süd (gG) Wildflecken – Eckartsroth – Oberbach | KG                  | BY                | TrÜbPl Wildflecken, Wüstung Werberg (n); Q: Lachsgraben | |
| Soisberg (⊙)                                                                                                   | 629,9                         | Soisberger Kuppenrhön; BR Rhön                                              | Eiterfeld – Oberufhausen – Soisdorf – Unterufhausen Hohenroda – Soislieden Schenklengsfeld – Unterweisenborn – Wehrshausen                                                                                                   | FD HEF HEF          | HE                | höchster Berg im Hessischen Kegelspiel; NSG Schwärzelsberg-Langeberg-Grasburg (n); Soisbergturm (AT); Q: Breizbach (Breitzbach; n) Q: Sauer (n) | Blick vom Witfeld (zwischen Oberufhausen und Unterweisenborn) nordostwärts zum Soisberg |
| Kohlstock (⊙)                                                                                                  | 628                           | Brückenauer Kuppenrhön; NP Bayerische Rhön (n), BR Rhön                     | Bad Brückenau – Bad Brückenau (Ko) – Römershag – Volkers Motten – Speicherz Mottener Forst-Süd (gG; n) Riedenberg – Riedenberg (Ko) Wildflecken – Eckartsroth – Oberbach                                                     | KG                  | BY                | TrÜbPl Wildflecken, Wüstung Ebertshof (n), Wüstung Werberg (n); Q: Höllgraben | |
| Katzenstein Nordwestkuppe: Südostkuppe: (Arnsberg-Nk) (⊙)                                                      | 627,8 612,3                   | Auersberger Kuppenrhön; BR Rhön                                             | Dermbach – Brunnhartshausen (Ko) Kaltennordheim – Andenhausen Tann – Theobaldshof | WAK SM FD           | TH TH HE          | Hotel Katzenstein, Sendeturm; Q: Schmerbach | Zu Brunnhartshausen gehörendes Hotel Katzenstein auf der Ostflanke der Südostkuppe des Katzensteins (Blick von Osten)                                                                                 |
| Öchsenberg (Öchsen) (⊙)                                                                                        | 627,2                         | Auersberger Kuppenrhön; BR Rhön                                             | Unterbreizbach – Deicheroda – Hüttenroda – Mosa – Sünna Vacha – Rodenberg – Vacha (Ko) – Völkershausen – Willmanns – Wölferbütt                                                                                              | WAK                 | TH                | Keltisches Oppidum, mittelalterliche Wallburg, Ex Basalt-Steinbrüche, Keltenkreuz, NSG Öchsenberg, Freilichtmuseum Keltendorf Sünna (n) | Blick von Norden über Badelachen hinweg zum Öchsenberg; rechts markiert ein Schornstein den Stadtrand von Vacha                                                                                       |
| Hirschberg (Oberkatz) (⊙)                                                                                      | 625,9                         | Vordere Rhön; BR Rhön                                                       | Kaltennordheim – Aschenhausen (Ko) – Oberkatz (Ko) Rhönblick – Geba – Helmershausen Wasungen – Unterkatz (Ko) | SM                  | TH                | Q: Katza (Katzbach, Katz; n) Q: Springbach (n) | |
| Abtsberg (⊙)                                                                                                   | 621,7                         | Vordere Rhön; NP Bayerische Rhön, BR Rhön                                   | Fladungen – Brüchs – Oberfladungen Kaltennordheim – Melpers (Ko) | NES SM              | BY TH             | Q: Linz (n) | |
| Stoffelskuppe (Stopfelskuppe) (⊙)                                                                              | 620,1                         | Vordere Rhön; BR Rhön                                                       | Breitungen – Breitungen (Ko) Dermbach – Bernshausen Schmalkalden – Helmers Rosa – Rosa (Ko) Roßdorf – Roßdorf (Ko) | SM WAK SM           | TH                | Wallburg, Basalt-Blockschutthalde, NSG Stoffelskuppe; Bernshäuser Kutte (Grüne Kutte; n) Q: Froschbach | Blick über Bernshausen hinweg ostsüdostwärts zur Stoffelskuppe |
| Rother Berg (⊙)                                                                                                | 620                           | Ostabfall der Langen Rhön; NP Bayerische Rhön, BR Rhön                      | Hausen – Hillenberg – Roth Ostheim – Urspringen Sondheim – Sondheim (Ko) – Stetten | NES                 | BY                | Silbersee | Blick vom Gebiet nordöstlich von Leubach südwärts auf den Rother Berg |
| Heidküppel (Ebersberg-Nk) (⊙)                                                                                  | 615                           | Milseburger Kuppenrhön; NP Hessische Rhön, BR Rhön                          | Ebersburg – Ebersberg – Haukeller – Oberrod Gersfeld – Altenfeld – Hettenhausen | FD                  | HE                | Sendeturm, Wasserbehälter | Blick von Südwesten zum Sendeturm auf dem Heidküppel |
| Hemschenberg (⊙)                                                                                               | 613,9                         | Auersberger Kuppenrhön; BR Rhön                                             | Erbenhausen – Reichenhausen Kaltennordheim – Kaltensundheim (Ko) – Kaltenwestheim (Ko) – Mittelsdorf | SM                  | TH                | | |
| Hohe Asch (Hausberg) (⊙)                                                                                       | 611                           | Vordere Rhön; BR Rhön                                                       | Dermbach – Diedorf (Ko) – Neidhartshausen (Ko) Kaltennordheim – Fischbach Wiesenthal – Wiesenthal (Ko) | WAK SM WAK          | TH                | Q: Dirleser Wasser Q: Werdenhäuser Wasser Q: Wiesenthalbach | |
| Steinkopf (Friedelshausen) (⊙)                                                                                 | 610                           | Vordere Rhön; BR Rhön                                                       | Friedelshausen – Friedelshausen (Ko) Kaltennordheim – Kaltenlengsfeld Wasungen – Hümpfershausen (Ko) – Oepfershausen (Ko) | SM                  | TH                | Q: Rensbach Q: Wurmling | |
| Windberg (⊙)                                                                                                   | 608,3                         | Auersberger Kuppenrhön; BR Rhön                                             | Dermbach – Diedorf (Ko) Kaltennordheim – Fischbach – Klings – Kaltennordheim (Ko) – Kaltensundheim (Ko) – Mittelsdorf | WAK SM              | TH                | Q: Klingbach | Windberg im oberen Feldatal |
| Steinkopf (Abtsberg-Nk) (⊙)                                                                                    | 608,1                         | Vordere Rhön; NP Bayerische Rhön, BR Rhön                                   | Fladungen – Brüchs – Oberfladungen Kaltennordheim – Melpers (Ko) | NES SM              | BY TH             | Q: Linz (n) | |
| Steinkopf (Reichenhausen) (⊙)                                                                                  | 607,8                         | Auersberger Kuppenrhön; BR Rhön                                             | Erbenhausen – Reichenhausen Kaltennordheim – Kaltensundheim (Ko) – Kaltenwestheim (Ko) – Mittelsdorf | SM                  | TH                | Q: Lahrbach | |
| Hoher Rodkopf (⊙)                                                                                              | 607,1                         | Ostabfall der Langen Rhön; NP Bayerische Rhön, BR Rhön                      | Oberelsbach – Ginolfs – Oberelsbach (Ko) Ostheim – Urspringen Sondheim – Sondheim (Ko) – Stetten | NES                 | BY                | Schweinfurter Haus, NSG: – Gangolfsberg – Mühlwiesen im Elsbachtal | |
| Tannenküppel (⊙)                                                                                               | 606,0                         | Soisberger Kuppenrhön; NP Hessische Rhön, BR Rhön                           | Hofbieber – Boxberg Tann – Habel Geisa – Walkes | FD FD WAK           | HE HE TH          | NSG Tannenberg-Seelesberg; Q: Apfelbach (n) Q: Boxberg Wasser | |
| Krücke (⊙) | 603,5                         | Vordere Rhön; BR Rhön                                                       | Wasungen – Oepfershausen (Ko) | SM                  | TH                | Q: Flohbach Q: Roßbach | |
| Frauenstein (⊙)                                                                                                | 595,6                         | Landrücken bzw. Brückenauer Kuppenrhön; NP Hessische Rhön                   | Kalbach – Eichenried – Heubach – Kiliansberg – Oberkalbach – Sparhöfe (Sparhof) – Veitsteinbach Sinntal – Ziegelhütte | FD MKK              | HE                | Dolerit-Hochfläche; Q: Hammersbach (Hämersbach) Q: Kalbach Q: Schmidtwasser | |
| Bildstein (Unterkatz) (⊙)                                                                                      | 595,1                         | Vordere Rhön; BR Rhön                                                       | Meiningen – Stepfershausen (Ko) Wasungen – Dörrensolz | SM                  | TH                | | |
| Ebene (⊙) | 595                           | Brückenauer Kuppenrhön; NP Bayerische Rhön, BR Rhön                         | Bad Brückenau – Römershag Riedenberg – Riedenberg (Ko) Römershager Forst-Nord (gG) Wildflecken – Eckartsroth – Oberbach | KG                  | BY                | TrÜbPl Wildflecken (n), Lange Steine (Felsen; n), Wüstung Ebertshof (n); Q: Höllgraben (n) | |
| Kleine Haube (⊙)                                                                                               | 593                           | Brückenauer Kuppenrhön; NP Bayerische Rhön, NP Hessische Rhön, BR Rhön      | Kalbach – Heubach Motten – Kothen – Motten (Ko) | FD KG               | HE BY             | Q: Mehmbach (Mehmbachsbrunnen; n) | |
| Hüppberg (⊙)                                                                                                   | 591                           | Ostabfall der Langen Rhön; NP Bayerische Rhön, BR Rhön                      | Oberelsbach – Ginolfs – Sondernau – Weisbach | NES                 | BY                | NSG Dünsberg (n); Q: Röllbach | |
| Giebelrain (⊙)                                                                                                 | 590                           | Milseburger Kuppenrhön; NP Hessische Rhön, BR Rhön                          | Dipperz – Friesenhausen Ebersburg – Ebersberg – Weyhers Künzell – Dietershausen Poppenhausen – Poppenhausen (Ko) | FD                  | HE                | Gipfelkreuz (⊙); Q: Haune | Blick vom Gebiet nördlich der Ebersburg (etwa bei Hettenpaulshof) zum Giebelrain |
| Schildeckersberg (⊙)                                                                                           | 590,4                         | Brückenauer Kuppenrhön; NP Bayerische Rhön                                  | Geroda – Geroda (Ko) Schondra – Einraffshof – Schildeck – Schondra (Ko) | KG                  | BY                | Burgruine Schildeck | |
| Hoherain (⊙)                                                                                                   | 588                           | Brückenauer Kuppenrhön; NP Bayerische Rhön, NP Hessische Rhön               | Kalbach – Heubach – Sparhöfe (Sparhof) Sinntal – Ziegelhütte | FD MKK              | HE                | Q: Hammersbach (Hämersbach) Q: Schwarzbach | |
| Mettermich (⊙)                                                                                                 | 585,0                         | Brückenauer Kuppenrhön; NP Bayerische Rhön                                  | Oberleichtersbach – Breitenbach – Mitgenfeld Schondra – Einraffshof – Schildeck – Schondra (Ko) | KG                  | BY                | vorzeitliche Wehranlage; Q: Einraffshofer Wasser (n) | Bildmitte der Mettermich, im Hintergrund rechts der Dreistelzberg |
| Haag (⊙) | 584,6                         | Brückenauer Kuppenrhön; NP Hessischer Spessart                              | Sinntal – Geisberg – Oberzell – Schwarzenfels – Weichersbach – Züntersbach Zeitlofs – Eckarts | MKK KG              | HE BY             | Q: Hirschbrunnen | Blich vom Kleinen Nickus in Richtung Südosten über Oberzell hinweg zum Haag |
| Breiter Berg (⊙)                                                                                               | 580,8                         | Milseburger Kuppenrhön; NP Hessische Rhön, BR Rhön                          | Geisa – Geismar – Spahl Nüsttal – Haselstein – Oberaschenbach Rasdorf – Setzelbach | WAK FD FD           | TH HE HE          | NSG Breiter Berg bei Haselstein; Q: Aschenbach Q: Mittelbach | Blick vom Osthang des Odersbergs über das Tal des Aschenbachs hinweg nordostwärts zum Breiten Berg |
| Bildstein (Poppenhausen) (⊙)                                                                                   | 579,8                         | Milseburger Kuppenrhön; NP Hessische Rhön, BR Rhön                          | Poppenhausen – Poppenhausen (Ko) | FD                  | HE                | | |
| Sparhöfer Küppel (⊙)                                                                                           | 578,5                         | Brückenauer Kuppenrhön, Hessischer Landrücken; NP Hessische Rhön            | Kalbach – Kiliansberg – Sparhöfe (Sparhof) | FD                  | HE                | Q: Hammersbach (Hämersbach) Q: Kalbach Q: Kressenwasser (Steinbach) Q: Schwarzbach | |
| Horn (⊙) | 577,9                         | Vordere Rhön; BR Rhön                                                       | Dermbach – Bernshausen – Dermbach (Ko) – Lindenau – Mebritz Roßdorf – Roßdorf (Ko) Wiesenthal – Wiesenthal (Ko) | WAK SM WAK          | TH                | Basalt-Blockschutthalde, NSG Horn mit Kahlköpfchen; Bernshäuser Kutte (Grüne Kutte; n) Q: Froschbach | Blick von Westen zum Horn |
| Gotteskopf (⊙)                                                                                                 | 576,0                         | Vordere Rhön; BR Rhön                                                       | Roßdorf – Roßdorf (Ko) Schwallungen – Eckardts Wasungen – Hümpfershausen (Ko) | SM                  | TH                | NSG Klosterwald; Q: Humbach Q: Kohlbach Q: Schildbach | |
| Suhl (⊙) | 576                           | Milseburger Kuppenrhön; NP Hessische Rhön, BR Rhön                          | Hünfeld – Großenbach – Mackenzell – Molzbach Nüsttal – Haselstein – Mittelaschenbach | FD                  | HE                | Basalt-Steinbruch; Q: Elzbach Q: Molzbach | |
| Mittelberg (Volkers) (⊙)                                                                                       | 574                           | Brückenauer Kuppenrhön; NP Bayerische Rhön, BR Rhön                         | Bad Brückenau – Volkers Motten – Speicherz Römershager Forst-Nord (gG) Sinntal – Oberzell – Ziegelhütte – Züntersbach | KG KG MKK           | BY BY HE          | Q: Schluppbach | |
| Kühküppel (Kühlküppel) (⊙)                                                                                     | 573,4                         | Milseburger Kuppenrhön; NP Hessische Rhön, BR Rhön                          | Poppenhausen – Gackenhof – Neuwart – Poppenhausen (Ko) – Rabennest | FD                  | HE                | | Blick von etwa Westen (nahe Hettenpaulshof und Oberbienhof) zum Kühküppel; links der Pferdskopf, rechts vermutlich der Eubeberg                                                                       |
| Arzberg (⊙) | 572,6                         | Auersberger Kuppenrhön; BR Rhön                                             | Buttlar – Bermbach –Mieswarz Dermbach – Gehaus Geisa – Bremen – Otzbach Oechsen – Niederoechsen – Oechsen (Ko) Vacha – Wölferbütt                                                                                            | WAK                 | TH                | Ex Wallburg, Sendeturm; Q: Otzbach (n) | Blick von Gehaus westwärts zum Arzberg |
| Bernhardser Kuppe (⊙)                                                                                          | 571,0                         | Milseburger Kuppenrhön; NP Hessische Rhön, BR Rhön                          | Hilders – Unterbernhards Tann – Altschwambach – Neuschwambach | FD                  | HE                | | Blick von der Burgruine Auersburg nordwestwärts über das Tal der Ulster zur Bernhardser Kuppe |
| Weidig (Pilsterköpfe-Nk) (⊙)                                                                                   | 571                           | Brückenauer Kuppenrhön; NP Bayerische Rhön, BR Rhön                         | Bad Brückenau – Bad Brückenau (Ko) Oberleichtersbach – Breitenbach – Mitgenfeld | KG                  | BY                | Q: Breitenbach Q: Einraffshofer Wasser (Großer Brunnen) | |
| Stoppelsberg (Sinntal) Nordwestkuppe: Mittlere Kuppe: Südostkuppe: (⊙)                                         | 570,7 558,6 554,4             | Brückenauer Kuppenrhön; NP Hessischer Spessart                              | Sinntal – Geisberg – Oberzell – Weichersbach | MKK                 | HE                | NSG Stoppelsberg bei Weichersbach | Blick von der Burg Schwarzenfels vorbei an Weichersbach nordwärts zum Stoppelsberg |
| Großer Seifig (⊙)                                                                                              | 568,3                         | Brückenauer Kuppenrhön; NP Bayerische Rhön, NP Hessische Rhön, BR Rhön      | Kalbach – Heubach – Uttrichshausen Motten – Motten (Ko) – Speicherz Sinntal – Ziegelhütte | FD KG MKK           | HE BY HE          | Nordwesthang heißt Kleiner Seifig; Q: Mehmbach (Mehmbachsbrunnen) | Blick vom Gebiet östlich von Speicherz etwa westnordwestwärts zum Großen Seifig |
| Hintere Horst (Ehrenberg-Nk) (⊙)                                                                               | 569                           | Brückenauer Kuppenrhön; NP Hessische Rhön (n), BR Rhön                      | Motten – Kothen – Motten (Ko) Wildflecken – Wildflecken (Ko) | KG                  | BY                | Sendemast/-turm (Westflanke) | |
| Breite First (⊙)                                                                                               | 568                           | Brückenauer Kuppenrhön; NP Hessischer Spessart                              | Schlüchtern – Gundhelm – Hinkelhof – Ramholz Sinntal – Oberzell – Weichersbach | MKK                 | HE                | Basalt-Steinbrüche, Landrückentunnel, Altenburg (n), Ruine Steckelsburg (n); Q: Ramholzer Wasser | Blick von der Burg Schwarzenfels in das Sinntal mit dem Dorf Weichersbach und dem Südportal des Landrückentunnels in Richtung Nordnordwesten zur Breiten First                                        |
| Haimberg (⊙)                                                                                                   | 567,8                         | Milseburger Kuppenrhön; NP Hessische Rhön, BR Rhön                          | Ebersburg – Ebersberg – Weyhers Dipperz – Friesenhausen Künzell – Dietershausen Poppenhausen – Remerz | FD                  | HE                | Q: Haune | Blick ostsüdostwärts durch das Haunetal vorbei am Haimberg (rechts) zum Giebelrain (links) |
| Stiftes (Haag-Nk) (⊙)                                                                                          | 567,7                         | Brückenauer Kuppenrhön; NP Hessischer Spessart                              | Sinntal – Geisberg – Oberzell – Schwarzenfels – Weichersbach – Züntersbach Zeitlofs – Eckarts | MKK KG              | HE BY             | Q: Fuchsbrunnen | |
| Schafberg (Pilsterköpfe-Nk) (⊙)                                                                                | 566                           | Brückenauer Kuppenrhön; NP Bayerische Rhön, BR Rhön                         | Bad Brückenau – Bad Brückenau (Ko)Oberleichtersbach – Breitenbach – Mitgenfeld Riedenberg – Riedenberg (Ko) Römershager Forst-Ost (gG)                                                                                       | KG                  | BY                | Sendeturm; Q: Hofgrundwasser | |
| Komberg (⊙) | 564,5                         | Wasserkuppenrhön; NP Hessische Rhön, BR Rhön                                | Gersfeld – Brembach – Dörrenhof – Dörrenrain – Maiersbach – Schachen | FD                  | HE                | | |
| Schorn (⊙) | 559,1                         | Auersberger Kuppenrhön; BR Rhön                                             | Dermbach – Gehaus – Oberalba Geisa – Geblar Oechsen – Lenders – Oechsen (Ko) | WAK                 | TH                | Burgstall Schöneburg (Nordwestsporn); Q: Oechse (Öchse; n) | Blick von der Nordflanke der Sachsenburg nordwärts über den Abzweig (etwa mittig) der Kreisstraße 99 von der Landesstraße 1026 hinweg zum Schorn                                                      |
| Großer Nickus (⊙)                                                                                              | 558                           | Brückenauer Kuppenrhön; NP Hessischer Spessart                              | Kalbach – Heubach Schlüchtern – Gundhelm Sinntal – Oberzell – Ziegelhütte | FD MKK MKK          | HE                | Basaltblöcke | Blick von Oberzell nordwestwärts zum Großen Nickus (rechts) und Kleinen Nickus (links); zwischen beiden Kuppen verläuft die im Foto zu erkennende Landesstraße 3141 von Oberzell nach Gundhelm        |
| Ohberg (⊙) | 558,0                         | Vordere Rhön; BR Rhön                                                       | Kaltennordheim – Aschenhausen (Ko) – Kaltensundheim (Ko) Erbenhausen – Erbenhausen (Ko) – Schafhausen Rhönblick – Gerthausen – Wohlmuthausen                                                                                 | SM                  | TH                | Q: Herpf Q: Wiesenbach | |
| Pilsterschlag (Pilsterköpfe-Nk) (⊙)                                                                            | 558                           | Brückenauer Kuppenrhön; NP Bayerische Rhön, BR Rhön                         | Bad Brückenau – Bad Brückenau (Ko)Oberleichtersbach – Breitenbach – Mitgenfeld Riedenberg – Riedenberg (Ko) Römershager Forst-Ost (gG)                                                                                       | KG                  | BY                | Pilsterhof; Q: Einraffshofer Wasser | |
| Odersberg (⊙)                                                                                                  | 557,8                         | Milseburger Kuppenrhön; NP Hessische Rhön, BR Rhön                          | Nüsttal – Haselstein – Mittelaschenbach – Oberaschenbach | FD                  | HE                | | Blick vom Osthang des Odersberges zu seinen Hochlagen |
| Schackenberg (⊙)                                                                                               | 557,1                         | Milseburger Kuppenrhön; NP Hessische Rhön, BR Rhön                          | Hofbieber – Elters – Kleinsassen – Schackau | FD                  | HE                | | Blick vom Gebiet südlich von Elters westwärts zum Schackenberg |
| Sandberg (⊙)                                                                                                   | 553,8                         | Brückenauer Kuppenrhön; NP Hessischer Spessart                              | Bad Brückenau – Volkers Motten – Speicherz Römershager Forst-Nord (gG) Sinntal – Oberzell – Ziegelhütte – Züntersbach | KG KG MKK           | BY BY HE          | Q: Schluppbach | |
| Stallberg (⊙)                                                                                                  | 552,9                         | Soisberger Kuppenrhön; NP Hessische Rhön, BR Rhön                           | Eiterfeld – Großentaft – Neuwirtshaus Hünfeld – Kirchhasel – Stendorf Nüsttal – Haselstein Rasdorf – Rasdorf (Ko) | FD                  | HE                | Hessisches Kegelspiel; Ringwall (KD), NSG: – Stallberg bei Hünfeld – Morsberg, Stallberg; Q: Auegraben | Blick vom Aussichtspunkt Via Regia auf dem Rößberg bei Großenbach (Hünfeld) vorbei an Neuwirtshaus (Hünfeld) nordostwärts zum Stallberg                                                               |
| Kirchberg (Volkersberg) (Volkers) (⊙)                                                                          | 552                           | Brückenauer Kuppenrhön; NP Bayerische Rhön, BR Rhön                         | Bad Brückenau – Volkers | KG                  | BY                | Kloster Volkersberg; Q: Leimbach | Der Kirchberg (Volkersberg) mit Kloster Volkersberg |
| Kreßberg (⊙)                                                                                                   | 551                           | Brückenauer Kuppenrhön, NP Bayerische Rhön                                  | Geroda – Geroda (Ko) – Platz – Seifertshof Schondra – Schönderling – Schondra (Ko) – Singenrain | KG                  | BY                | Südlichster Berg der Rhön, Sendeturm/-mast, Wasserbehälter, Raststätte Rhön (West) (A 7); Q: Helmersbach | |
| Emberg (Baier-Nk) (⊙)                                                                                          | 550                           | Auersberger Kuppenrhön; BR Rhön                                             | Dermbach – Gehaus – Oberalba – Unteralba Oechsen – Oechsen (Ko) | WAK                 | TH                | Dermbacher Meteorit (Fundort), NSG Muschelkalkhänge am Emberg, Emberghütte (n), Sendeturm; Q: Albabach (n) Q: Oechse (Öchse; n) | Blick vom Parkplatz an der nahe Oberalba stehenden Emberghütte nordnordostwärts zum Emberg |
| Kalvarienberg (Stein) (⊙)                                                                                      | 550                           | Milseburger Kuppenrhön; NP Hessische Rhön, BR Rhön                          | Poppenhausen – Poppenhausen (Ko) | FD                  | HE                | Steinkapelle, Kreuzgruppe | Blick vom Kühküppel nordwärts zum Kalvarienberg (Stein) bei Poppenhausen |
| Hagküppel (Rupboden) (⊙)                                                                                       | 548                           | Brückenauer Kuppenrhön; NP Bayerische Rhön, BR Rhön                         | Bad Brückenau – Bad Brückenau (Ko) – Wernarz Oberleichtersbach – Haghof – Modlos Zeitlofs – Rupboden | KG                  | BY                | Q: Apfelbach (n) Q: Aersbach (n) Q: Detterbach (n) Q: Kretzengraben (n) | |
| Wurmberg (Fladungen) (⊙)                                                                                       | 547,7                         | Vordere Rhön; NP Bayerische Rhön, BR Rhön                                   | Fladungen – Brüchs – Fladungen (Ko) – Oberfladungen | NES                 | BY                | Hohes Kreuz | Blick von der Gangolfskapelle bei Fladungen nordnordostwärts zum Wurmberg |
| Heppberg (⊙)                                                                                                   | 546,3                         | Ostabfall der Langen Rhön; NP Bayerische Rhön, BR Rhön                      | Oberelsbach – Ginolfs – Oberelsbach (Ko) Ostheim – Urspringen | NES                 | BY                | NSG Mühlwiesen im Elsbachtal; Q: Bahra Q: Süsselbach | |
| Gehauener Stein (⊙)                                                                                            | 540,4                         | Auersberger Kuppenrhön; NP Bayerische Rhön, BR Rhön                         | Erbenhausen – Erbenhausen (Ko) – Schafhausen Fladungen – Brüchs – Weimarschmieden Kaltennordheim – Melpers (Ko) Rhönblick – Gerthausen                                                                                       | SM NES SM           | TH BY TH          | Q: Felda Q: Herpf Q: Linz (n) Q: Schlürpf (n) | |
| Hoher Berg (⊙)                                                                                                 | 539,4                         | Vordere Rhön; BR Rhön                                                       | Meiningen – Herpf Rhönblick – Seeba Meiningen – Stepfershausen (Ko) – Träbes | SM                  | TH                | Q: Grenzgraben | |
| Hohe Schule (⊙)                                                                                                | 538                           | Östliches Rhönvorland; BR Rhön                                              | Meiningen – Henneberg (Ko) Mellrichstadt – Eußenhausen Rhönblick – Hermannsfeld Stockheim – Stockheim (Ko) Willmars – Völkershausen                                                                                          | SM NES SM NES       | TH BY TH BY       | vorgeschichtliche Befestigungsanlage; Q: Ellenbach (n) Q: Linz | |
| Wadberg (⊙) | 537,1                         | Milseburger Kuppenrhön; NP Hessische Rhön, BR Rhön                          | Dipperz – Dipperz (Ko) – Wolferts Hofbieber – Fohlenweide – Kleinsassen – Langenbieber – Schackau | FD                  | HE                | Q: Riegelbach Q: Wächtersgraben | Blick vom Bereich zwischen Schackau und Fohlenweide etwa westwärts zum Wadberg |
| Königsburg (⊙)                                                                                                 | 535                           | Östliches Rhönvorland; NP Bayerische Rhön, BR Rhön                          | Nordheim – Neustädtles – Nordheim (Ko) Ostheim – Ostheim (Ko) Willmars – Willmars (Ko) | NES                 | BY                | befestigtes Haus im Mittelalter, Ex Aussichtsturm; Q: Rappacher Brunnen | |
| Anberg (⊙) | 534,4                         | Brückenauer Kuppenrhön; NP Hessische Rhön, BR Rhön                          | Kalbach – Heubach – Uttrichshausen Motten – Motten (Ko) | FD KG               | HE BY             | | |
| Nebelberg (Nebel) (⊙)                                                                                          | 532,9                         | Vordere Rhön; BR Rhön                                                       | Roßdorf – Friedrichshof – Roßdorf (Ko) Wiesenthal – Wiesenthal (Ko) | SM WAK              | TH                | Ort vom Gefecht am Nebel (1866) mit Gedenkstein (⊙), Roßdorfer Steintriften; Q: Rosabach (n) | Blick vom Hang des Neuberg vorbei am Dorf Wiesenthal ostwärts zum Nebelberg |
| Appelsberg (⊙)                                                                                                 | 531,5                         | Soisberger Kuppenrhön; NP Hessische Rhön, BR Rhön                           | Eiterfeld – Großentaft – Leibolz Hünfeld – Kirchhasel – Malges – Neuwirtshaus – Stendorf Rasdorf – Rasdorf (Ko) | FD                  | HE                | Hessisches Kegelspiel; Q: Röderbach | Blick vom Gebiet westlich von Großentaft südwestwärts zum Appelsberg |
| Rockenstuhl (s. a. Rockenstein) (⊙)                                                                            | 529                           | Soisberger Kuppenrhön; BR Rhön                                              | Geisa – Geismar Schleid – Motzlar – Schleid (Ko) | WAK                 | TH                | Burg Rockenstuhl, Sendeturm | Blick von Motzlar westnordwestwärts zum Rockenstuhl |
| Neuberg (Dermbach) (Dietrich) (⊙)                                                                              | 528,4                         | Vordere Rhön; BR Rhön                                                       | Dermbach – Dermbach (Ko) – Glattbach – Lindenau – Neidhartshausen (Ko) Wiesenthal – Wiesenthal (Ko) | WAK                 | TH                | NSG Ibengarten, Rhönpaulushöhle, Wiesenthaler Schweiz; Q: Wiesenthalbach (n) | Blick aus Richtung „Lindig“ (Agrargenossenschaft bei Mebritz) südsüdwestwärts zum Neuberg |
| Steiger (Heubach) Westkuppe: Ostkuppe: (⊙)                                                                     | 527,1 527                     | Brückenauer Kuppenrhön; NP Bayerische Rhön, NP Hessische Rhön, BR Rhön (n)  | Kalbach – Heubach Motten – Kothen – Speicherz Sinntal – Ziegelhütte | FD KG MKK           | HE BY HE          | NSG Zienerwiesen von Oberzell (n), Sendeturm; Q: Steiersbach | |
| Lindenstumpf (⊙)                                                                                               | 527                           | Brückenauer Kuppenrhön; NP Bayerische Rhön                                  | Geroda – Geroda (Ko) Schondra – Einraffshof – Schildeck – Schondra (Ko) | KG                  | BY                | Ex Basalttagebau; Q: Schondra (n) | Lindenstumpf: säulenförmig in „Meilerstellung“ abgesonderte Basalte (ehemaliger Tagebau) |
| Eppersberg (⊙)                                                                                                 | 525,5                         | Auersberger Kuppenrhön; BR Rhön                                             | Dermbach – Oberalba – Unteralba | WAK                 | TH                | Q: Albabach | |
| Dreienberg Hauptgipfel (Norden): Linsenkuppe (Süden): Friedewalder Kuppe (Westen): (⊙)                         | 525 515                       | Soisberger Kuppenrhön; BR Rhön                                              | Friedewald – Friedewald (Ko) – Hillartshausen – Lautenhausen – Motzfeld – Weißenborn | HEF                 | HE                | nördlichster Berg der Rhön; Ruine Dreienburg (Südkuppenosthang), Ex Basalt-Steinbrüche, NSG Dreienberg bei Friedewald; Sendeturm (Westkuppe); Q: Herfabach (n) Q: Kothebach (n) Q: Stärkelsbach | Blick von einer Stelle nahe Hilmes (Schenklengsfeld) entlang der Kreisstraße 13 (Schenklengsfeld–Motzfeld) nordnordostwärts zum Dreienberg                                                            |
| Klausberg (⊙)                                                                                                  | 524,7                         | Auersberger Kuppenrhön, BR Rhön                                             | Erbenhausen – Schafhausen Fladungen – Brüchs – Weimarschmieden Rhönblick – Gerthausen | SM NES SM           | TH BY TH          | Q: Schlürpf | |
| Rückersberg (s. a. Rückberg) (⊙)                                                                               | 524,7                         | Soisberger Kuppenrhön; NP Hessische Rhön, BR Rhön                           | Eiterfeld – Großentaft – Leibolz – Leimbach Hünfeld – Malges – Stendorf | FD                  | HE                | Hessisches Kegelspiel; Q: Röderbach Q: Taft | |
| Heidelberg (⊙)                                                                                                 | 524                           | Werra-Gäuplatten; NP Bayerische Rhön, BR Rhön                               | Bastheim – Bastheim (Ko) – Unterwaldbehrungen Mellrichstadt – Hainhof Ostheim – Oberwaldbehrungen – Ostheim (Ko) | NES                 | BY                | Sendeturm | |
| Stoppelsberg (Haunetal) (⊙)                                                                                    | 523,9                         | Haune-Hochflächen                                                           | Haunetal – Haunetal (Ko) – Neukirchen – Oberstoppel – Rhina – Unterstoppel | HEF                 | HE                | Burgruine Hauneck (Kuppe), Lange Steine (Bergfuß), Ruine Sinzigburg (Bergfuß); Q: Ilmesbach Q: Hardgraben | Blick vom Heussner-Turm auf der Mengshäuser Kuppe nach Südosten zum Stoppelsberg |
| Steinkopf (Helmershausen) (⊙)                                                                                  | 522,6                         | Östliches Rhönvorland; NP Bayerische Rhön, BR Rhön                          | Fladungen – Sands – Weimarschmieden Rhönblick – Helmershausen Willmars – Oberfilke | NES SM NES          | BY TH BY          | Wüstung Gereuthof, Wüstung Schmerbach | |
| Dörnberg (⊙)                                                                                                   | 521,5                         | Milseburger Kuppenrhön; NP Hessische Rhön, BR Rhön                          | Nüsttal – Mittelaschenbach – Oberaschenbach Geisa – Spahl | FD WAK              | HE TH             | | Blick vom Gebiet nördlich von Mittelaschenbach ostwärts zum Dörnberg |
| Kleinberg (⊙)                                                                                                  | 521,5                         | Soisberger Kuppenrhön; NP Hessische Rhön, BR Rhön                           | Eiterfeld – Großentaft – Treischfeld Rasdorf – Grüsselbach – Rasdorf (Ko) | FD                  | HE                | Hessisches Kegelspiel; Ringwall | |
| Wallenberge (⊙)                                                                                                | 521,0                         | Vordere Rhön; BR Rhön                                                       | Kaltennordheim – Oberkatz (Ko) Rhönblick – Geba – Helmershausen – Wohlmuthausen | SM                  | TH                | | |
| Kleine Geba (⊙)                                                                                                | 520,6                         | Vordere Rhön; BR Rhön                                                       | Meiningen – Herpf – Stepfershausen (Ko) – Träbes Rhönblick – Seeba | SM                  | TH                | | |
| Gemeineberg (⊙)                                                                                                | 520                           | Hessischer Landrücken; NP Hessische Rhön                                    | Kalbach – Eichenried – Kiliansberg – Oberkalbach – Veitsteinbach | FD                  | HE                | Landrückentunnel (Westschulter) | |
| Senseberg (⊙)                                                                                                  | 518,2                         | Brückenauer Kuppenrhön; NP Hessischer Spessart                              | Sinntal – Geisberg – Sterbfritz – Weichersbach Schlüchtern – Ramholz | MKK                 | HE                | Q: Ramholzer Wasser | |
| Wisselsberg (Wieselsberg) (⊙)                                                                                  | 517,8                         | Soisberger Kuppenrhön; NP Hessische Rhön, BR Rhön                           | Eiterfeld – Betzenrod Hünfeld – Kirchhasel – Malges – Neuwirtshaus – Roßbach | FD                  | HE                | Hessisches Kegelspiel; Basalt-Steinbruch; Q: Röderbach Q: Roßbach | Zoomblick vom Taubenberg bei Großenbach nordwärts zum Wieselsberg |
| Karl-Friedrich-Stein (⊙)                                                                                       | 517,7                         | Auersberger Kuppenrhön; BR Rhön                                             | Dermbach – Dermbach (Ko) – Glattbach | WAK                 | TH                | | |
| Escheberg (Schwarzenfels) (⊙)                                                                                  | 516,3                         | Brückenauer Kuppenrhön; NP Hessischer Spessart                              | Sinntal – Schwarzenfels – Züntersbach Zeitlofs – Eckarts – Rupboden – Trübenbrunn – Zeitlofs (Ko) | MKK KG              | HE BY             | Schwarzenfelstunnel (im unteren Westflanketeil) | |
| Heufurter Kopf (⊙)                                                                                             | 516,0                         | Östliches Rhönvorland; NP Bayerische Rhön, BR Rhön                          | Fladungen – Heufurt – Sands – Fladungen (Ko) Mellrichstadter Forst (gG) Nordheim – Neustädtles – Nordheim (Ko) Willmars – Oberfilke – Unterfilke – Willmars (Ko)                                                             | NES                 | BY                | | |
| Hasenkopf (⊙)                                                                                                  | 514,2                         | Östliches Rhönvorland; NP Bayerische Rhön, BR Rhön                          | Fladungen – Heufurt Mellrichstadter Forst (gG) Nordheim – Neustädtles – Nordheim (Ko) Willmars – Oberfilke – Unterfilke – Willmars (Ko)                                                                                      | NES                 | BY                | Q: Alfredsquelle | |
| Kohlberg (⊙)                                                                                                   | 514,0                         | Östliches Rhönvorland; BR Rhön                                              | Mellrichstadt – Eußenhausen Stockheim – Stockheim (Ko) Willmars – Völkershausen | NES                 | BY                | | |
| Ransberg (⊙)                                                                                                   | 514,0                         | Östliches Rhönvorland                                                       | Grabfeld – Bauerbach – Bibra – Nordheim – Rentwertshausen – Schwickershausen – Wölfershausen Meiningen – Einödhausen | SM                  | TH                | | |
| Steinkopf (Weimarschmieden) (⊙)                                                                                | 514,0                         | Östliches Rhönvorland; NP Bayerische Rhön, BR Rhön                          | Erbenhausen – Schafhausen Fladungen – Brüchs – Weimarschmieden Kaltennordheim – Melpers (Ko) Rhönblick – Gerthausen | SM NES SM           | TH BY TH          | Q: Schlürpf | |
| Landecker Berg (⊙)                                                                                             | 510,9                         | Soisberger Kuppenrhön; BR Rhön                                              | Friedewald – Hillartshausen – Motzfeld Hohenroda – Ausbach – Ransbach Schenklengsfeld – Hilmes – Oberlengsfeld – Wehrshausen                                                                                                 | HEF                 | HE                | Burgruine Landeck, Höhle (ND), NSG Landecker Berg bei Ransbach; Q: Ausbach | Blick von einer Stelle nahe Schenklengsfeld-Landershausen nordostwärts über Schenklengsfeld hinweg zum Landecker Berg, mit rechts hinten befindlichem Kaliberg (weiß) bei Philippsthal (Werra)        |
| Höhn (s. a. Höhnberg) (⊙)                                                                                      | 510,6                         | Auersberger Kuppenrhön; BR Rhön                                             | Dermbach – Diedorf (Ko) Empfertshausen – Empfertshausen (Ko) Kaltennordheim – Fischbach – Klings | WAK SM              | TH                | Burgruine Fischberg, Basalt-Steinbruch | Blick südwärts zum Höhn mit rechts dahinter befindlichem Dorf Klings |
| Huttener Berg (⊙)                                                                                              | 510                           | Hessischer Landrücken; NP Hessischer Spessart                               | Kalbach – Veitsteinbach Schlüchtern – Hutten | FD MKK              | HE                | Q: Elmbach Q: Hermannswasserr Q: Huttener Berg | |
| Ellenbacher Berg (⊙)                                                                                           | 508                           | Östliches Rhönvorland                                                       | Meiningen – Henneberg (Ko) Mellrichstadt – Eußenhausen Rhönblick – Hermannsfeld Willmars – Völkershausen | SM NES SM NES       | TH BY TH BY       | Grenzmuseum Eußenhausen; Q: Ellenbach (n) | |
| Vordere Horst (Nk v. Hintere Horst) (⊙)                                                                        | 507,1                         | Brückenauer Kuppenrhön; NP Hessische Rhön (n), BR Rhön                      | Motten – Kothen – Motten (Ko) | KG                  | BY                | Sendemast/-turm (ostnordöstlich), Wasserwerk (westlich) | |
| Burkartsberg Südwestkuppe: Nordostkuppe: (⊙)                                                                   | 506 m 506 504,5               | Brückenauer Kuppenrhön; NP Bayerische Rhön, BR Rhön                         | Geroda – Geroda (Ko) – Seifertshof Schondra – Schondra (Ko) | KG                  | BY                | Raststätte Rhön (Ost) (A 7); Q: Sembach Q: Schondra | |
| Kugelberg (⊙)                                                                                                  | 505,1                         | Milseburger Kuppenrhön; NP Hessische Rhön, BR Rhön                          | Hofbieber – Elters – Hofbieber (Ko) – Langenbieber – Schackau – Weihershof – Wittges | FD                  | HE                | NSG Bieberstein bei Langenbieber, Schloss Bieberstein (Südspornlage) | Schloss Bieberstein (links) und Kugelberg (rechts) |
| Dünsberg (⊙)                                                                                                   | 503                           | Ostabfall der Langen Rhön; NP Bayerische Rhön, BR Rhön                      | Oberelsbach – Oberelsbach (Ko) – Sondernau – Unterelsbach | NES                 | BY                | NSG Dünsberg (n), Sendemast/-turm (Ostflanke), Wasserwerk (Ostflanke); Q: Röllbach (n) | |
| Schleidsberg (⊙)                                                                                               | 502,6                         | Auersberger Kuppenrhön; BR Rhön                                             | Geisa – Borsch – Bremen – Geisa (Ko) Schleid – Kranlucken – Schleid (Ko) | WAK                 | TH                | | Blick von Buttlar südsüdostwärts über Borsch hinweg zum Schleidsberg |
| Steinküppel (Thalau) (⊙)                                                                                       | 502,3                         | Milseburger Kuppenrhön; NP Hessische Rhön, BR Rhön                          | Ebersburg – Mittelstellberg – Oberstellberg – Schmalnau – Thalau – Unterstellberg Gersfeld – Gichenbach – Hettenhausen | FD                  | HE                | Ex Basalt-Steinbruch; Sendeturm (Nordflanke) | Steinküppel bei Thalau |
| Höhnberg (s. a. Höhn) (⊙)                                                                                      | 498                           | Östliches Rhönvorland; NP Bayerische Rhön, BR Rhön                          | Nordheim – Neustädtles – Nordheim (Ko) Ostheim – Ostheim (Ko) Willmars – Völkershausen – Willmars (Ko) | NES                 | BY                | Q: Rappacher Brunnen | |
| Klöschen (⊙)                                                                                                   | 492,4                         | Hessischer Landrücken; NP Hessischer Spessart                               | Schlüchtern – Am Heiligenborn – Hutten | MKK                 | HE                | NSG Im Escherts bei Hutten | |
| Hopfenberg (⊙)                                                                                                 | 491,5                         | Brückenauer Kuppenrhön; NP Hessischer Spessart                              | Sinntal – Mottgers – Schwarzenfels – Weichersbach | MKK                 | HE                | Burg Schwarzenfels (Südwestsporn), Schwarzenfelstunnel (Westflanke) | |
| Fliegenhäubchen (⊙)                                                                                            | 490                           | Hessischer Landrücken; NP Hessischer Spessart                               | Kalbach – Veitsteinbach Flieden – Rückers Schlüchtern – Hutten | FD FD MKK           | HE                | Q: Fliede/Hermannswasser Q: Huttener Berg | |
| Sinnberg (⊙)                                                                                                   | 490                           | Brückenauer Kuppenrhön; NP Bayerische Rhön, BR Rhön                         | Bad Brückenau – Bad Brückenau – Staatsbad Brückenau (Ko) – Wernarz Oberleichtersbach – Buchrasen – Dreistelz | KG                  | BY                | Q: Laubertsgraben Q: Sinnbrunnen | |
| Kleiner Nickus (Nk v. Großem Nickus) (⊙)                                                                       | 488                           | Brückenauer Kuppenrhön; NP Hessischer Spessart                              | Kalbach – Heubach Schlüchtern – Gundhelm Sinntal – Oberzell – Ziegelhütte | FD MKK MKK          | HE                | Basaltblöcke | Blick von Oberzell nordwestwärts zum Kleinen Nickus (links) und Großen Nickus (rechts); zwischen beiden Kuppen verläuft die im Foto zu erkennende Landesstraße 3141 von Oberzell nach Gundhelm        |
| Ulsterberg (⊙)                                                                                                 | 487,4                         | Auersberger Kuppenrhön; BR Rhön                                             | Unterbreizbach – Hüttenroda – Mühlwärts – Pferdsdorf – Räsa – Sünna | WAK                 | TH                | Ackerterrassen und Weiden aus dem Mittelalter | Blick aus Richtung Vacha durch das Tal der Sünna südwestwärts zum Ulsterberg mit Dorf Sünna |
| Lochberg (⊙)                                                                                                   | 486,1                         | Auersberger Kuppenrhön, BR Rhön                                             | Erbenhausen – Schafhausen Fladungen – Weimarschmieden Rhönblick – Gerthausen – Wohlmuthausen – Helmershausen | SM NES SM           | TH BY TH          | Q: Schlürpf | |
| Rippberg (⊙)                                                                                                   | 484,5                         | Westliches Rhönvorland; NP Hessische Rhön                                   | Eichenzell – Büchenberg – Döllbach – Rothemann Neuhof – Hattenhof | FD                  | HE                | | |
| Ehrenberg (Oberleichtersbach) (⊙)                                                                              | 484                           | Brückenauer Kuppenrhön; NP Bayerische Rhön, BR Rhön                         | Bad Brückenau – Bad Brückenau (Ko) Oberleichtersbach – Buchrasen – Oberleichtersbach (Ko) – Breitenbach | KG                  | BY                | | |
| Schloßberg (Ostheim) (⊙)                                                                                       | 481,6                         | Östliches Rhönvorland; NP Bayerische Rhön, BR Rhön                          | Nordheim – Neustädtles – Nordheim (Ko) Ostheim – Ostheim (Ko) Stockheim – Stockheim (Ko) Willmars – Völkershausen – Willmars (Ko)                                                                                            | NES                 | BY                | Ruine Lichtenburg; Q: Rappacher Brunnen (n) | |
| Hübelsberg (⊙)                                                                                                 | 479,8                         | Soisberger Kuppenrhön; NP Hessische Rhön, BR Rhön                           | Hünfeld – Großenbach – Kirchhasel – Neuwirtshaus Nüsttal – Haselstein Rasdorf – Rasdorf (Ko) – Setzelbach | FD                  | HE                | Hessisches Kegelspiel; Wüstung Feuchtenborn, NSG Hübelsberg; Q: Röderbach Q: Fichtenborn | |
| Bremer Berg (s. a. Bremerkopf) (⊙)                                                                             | 478,2                         | Auersberger Kuppenrhön; BR Rhön                                             | Buttlar – Borbels Geisa – Bremen – Geblar – Otzbach | WAK                 | TH                | Q: Otzbach | |
| Grasberg (⊙)                                                                                                   | 478,0                         | Soisberger Kuppenrhön; BR Rhön                                              | Hohenroda – Mansbach – Oberbreitzbach Schenklengsfeld – Wehrshausen | HEF                 | HE                | NSG Schwärzelsberg-Langeberg-Grasburg; Q: Breizbach (Breitzbach) Q: Mansbach | |
| Lappberg (⊙)                                                                                                   | 478                           | Östliches Rhönvorland; NP Bayerische Rhön, BR Rhön                          | Rhönblick – Hermannsfeld – Stedtlingen Willmars – Völkershausen | SM NES              | TH BY             | | |
| Pilster (s. a. Pilsterköpfe) (⊙)                                                                               | 477                           | Brückenauer Kuppenrhön; NP Bayerische Rhön, BR Rhön                         | Motten – Kothen | KG                  | BY                | Q: Sauerbrunnen | |
| Funkenberg (⊙)                                                                                                 | 476,1                         | Werra-Gäuplatten; NP Bayerische Rhön, BR Rhön                               | Bastheim – Unterwaldbehrungen Ostheim – Oberwaldbehrungen – Ostheim (Ko) Sondheim – Sondheim (Ko) | NES                 | BY                | | |
| Roßkuppe (⊙)                                                                                                   | 475,4                         | Westliches Rhönvorland; NP Hessische Rhön                                   | Hünfeld – Dammersbach – Rückers Petersberg – Marbach – Steinhaus | FD                  | HE                | Haunestausee (n) | Blick vom Gebiet nördlich von Rudolphshan südsüdostwärts zur Roßkuppe |
| Rudelberg (⊙)                                                                                                  | 475                           | Brückenauer Kuppenrhön; NP Bayerische Rhön, BR Rhön                         | Schondra – Schondra (Ko) | KG                  | BY                | Q: Sembach (n) Q: Schondra (n) | |
| Hirschberg (Stoppelsberg-Nk) (Oberzell) (⊙)                                                                    | 473,6                         | Brückenauer Kuppenrhön; NP Hessischer Spessart                              | Sinntal – Oberzell | MKK                 | HE                | NSG Stoppelsberg bei Weichersbach (n) | |
| Köpfel (⊙) | 470,4                         | Vordere Rhön; BR Rhön                                                       | Wiesenthal – Wiesenthal (Ko) | WAK                 | TH                | NSG Wiesenthaler Schweiz; Q: Werdenhäuser Wasser (n) Q: Wiesenthalbach (n) | |
| Turmberg (⊙)                                                                                                   | 467,0                         | Östliches Rhönvorland; BR Rhön                                              | Mellrichstadt – Eußenhausen Ostheim – Ostheim (Ko) Stockheim – Stockheim (Ko) Willmars – Völkershausen | NES                 | BY                | Stockheimer Warte | |
| Morsberg (⊙)                                                                                                   | 466,4                         | Soisberger Kuppenrhön; NP Hessische Rhön, BR Rhön                           | Eiterfeld – Großentaft Hünfeld – Neuwirtshaus Rasdorf – Rasdorf (Ko) | FD                  | HE                | Hessisches Kegelspiel; NSG Morsberg, Stallberg, Sendeturm; Q: Auegraben Q: Röderbach Q: Fichtenborn (n) | |
| Mittelberg (Bremen) (⊙)                                                                                        | 466,2                         | Auersberger Kuppenrhön; BR Rhön                                             | Geisa – Bremen – Geisa (Ko) Schleid – Kranlucken – Schleid (Ko) | WAK                 | TH                | | |
| Kahlköpfchen (⊙)                                                                                               | 465,8                         | Vordere Rhön; BR Rhön                                                       | Dermbach – Bernshausen Roßdorf – Roßdorf (Ko) | WAK SM              | TH                | NSG Horn mit Kahlköpfchen; Gräfensee, Q: Rosabach | Blick von Dermbach zum Horn (links) mit Kahlköpfchen (in der Mitte) |
| Lichtberg (⊙)                                                                                                  | 465                           | Soisberger Kuppenrhön; NP Hessische Rhön, BR Rhön                           | Eiterfeld – Eiterfeld (Ko) – Großentaft – Leibolz – Leimbach Hünfeld – Malges | FD                  | HE                | Hessisches Kegelspiel; Ex Basalt-Steinbruch; Q: Eitra Q: Taft | Blick vom Kegelspielradweg ostnordostwärts zum Lichtberg |
| Schwärzelsberg (⊙)                                                                                             | 464,6                         | Soisberger Kuppenrhön; BR Rhön                                              | Hohenroda – Oberbreitzbach – Ransbach Schenklengsfeld – Wehrshausen | HEF                 | HE                | NSG Schwärzelsberg-Langeberg-Grasburg; Hotelpark Hohenroda mit Feriendorf; Q: Breizbach (Breitzbach; n) Q: Ransbach Q: Rechter Nebenbach von Oberlengsfeld | |
| Knöschen (⊙)                                                                                                   | 464,5                         | Hessischer Landrücken; NP Hessischer Spessart (n)                           | Schlüchtern – Röhrigs – Wallroth | MKK                 | HE                | Q: Eselswasser Q: Kressenbach | |
| Sattelsberg (Dietrichsberg-Nk) (⊙)                                                                             | 464,1                         | Auersberger Kuppenrhön; BR Rhön                                             | Buttlar – Bermbach – Mieswarz Unterbreizbach – Deicheroda – Mosa Vacha – Mariengart – Masbach | WAK                 | TH                | Grubenfeld (Bodendenkmal) sowie Ackerterrassen und Weiden aus dem Mittelalter; Q: Sünna (n) | Blick von Borbels zum Sattelsberg |
| Warthberg (⊙)                                                                                                  | 460,7                         | Auersberger Kuppenrhön; BR Rhön                                             | Geisa – Bremen – Geblar | WAK                 | TH                | | |
| Hoher Rain (Roßdorf) (⊙)                                                                                       | 460,2                         | Vordere Rhön; BR Rhön                                                       | Dermbach – Bernshausen Roßdorf – Roßdorf (Ko) | WAK SM              | TH                | NSG: – Bernshäuser Kutte – Horn mit Kahlköpfchen; Bernshäuser Kutte (Grüne Kutte; n), Gräfensee, Q: Froschbach Q: Rosabach | |
| Gehilfersberg (⊙)                                                                                              | 456                           | Soisberger Kuppenrhön; NP Hessische Rhön, BR Rhön                           | Eiterfeld – Großentaft Rasdorf – Rasdorf (Ko) | FD                  | HE                | Hessisches Kegelspiel; Wallfahrtskapelle „St. Maria und Vierzehn Nothelfer“, Friedhofswald | Gehilfersberg hinter Rasdorf |
| Motzküppel (⊙)                                                                                                 | 452,9                         | Milseburger Kuppenrhön; NP Hessische Rhön, BR Rhön                          | Ebersburg – Weyhers Künzell – Dietershausen | FD                  | HE                | Ex Basalt-Steinbruch | Blick von Nordosten zum Motzküppel |
| Escheberg (Elm) (⊙)                                                                                            | 452,3                         | Hessischer Landrücken; NP Hessischer Spessart                               | Schlüchtern – Am Heiligenborn – Elm – Gundhelm – Hutten | MKK                 | HE                | NSG: – Am Stein bei Elm – Ebertsberg bei Elm – Im Escherts bei Hutten Brandensteintunnel, Ebertsbergtunnel; Q: Mausbach | |
| Steinkammer (⊙)                                                                                                | 450                           | Hessischer Landrücken; NP Hessische Rhön                                    | Flieden – Rückers | FD                  | HE                | Landschaftsschutzgebiet, Naturdenkmal, Vulkankrater, Naherholungs- und Quellgebiet, Rundwanderwege des Naturparks „Rhön“, Jakobsweg von Vacha nach Mainz, Q: Aschquelle (Struther Wasser) | Blick vom Naherholungsgebiet „Steinkammer“ im Naturpark „Hessische Rhön“ auf Rückers |
| Großer Olmersberg (⊙)                                                                                          | 450,8                         | Auersberger Kuppenrhön; BR Rhön                                             | Geisa – Borsch Buttlar – Bermbach – Borbels | WAK                 | TH                | Q: Schneller (Wiedenbach) | Blick von Norden über Bermbach hinweg zum Großen Olmersberg |
| Dallstrauch (⊙)                                                                                                | 450                           | Hessischer Landrücken; NP Hessische Rhön (n), NP Hessischer Spessart        | Schlüchtern – Drasenberg – Elm – Klosterhöfe | MKK                 | HE                | NSG: – Hainberg bei Elm – Hundsgraben bei Elm Q: Eckelsbach Q: Kautzer Wasser Q: Riedbach | |
| Steiger (Ufhausen) (⊙)                                                                                         | 446,0                         | Soisberger Kuppenrhön; BR Rhön                                              | Eiterfeld – Eiterfeld (Ko) – Fürsteneck – Großentaft – Leibolz – Oberufhausen – Unterufhausen – Soisdorf – Treischfeld | FD                  | HE                | Fussballplatz auf Gipfelregion | |
| Riethberg (⊙)                                                                                                  | 442,5                         | Auersberger Kuppenrhön; BR Rhön                                             | Buttlar – Borbels Geisa – Bremen – Otzbach | WAK                 | TH                | | |
| Buchenberg (⊙)                                                                                                 | 441,3                         | Auersberger Kuppenrhön; BR Rhön                                             | Buttlar – Bermbach – Mieswarz Unterbreizbach – Deicheroda – Hüttenroda – Mosa – Mühlwärts | WAK                 | TH                | | Blick von Süden über Bermbach hinweg zum Höhenzug des Langen Bergs (links) und Buchenbergs (rechts)                                                                                                   |
| Fondsberg (⊙)                                                                                                  | 441,3                         | Brückenauer Kuppenrhön; NP Bayerische Rhön, NP Hessischer Spessart, BR Rhön | Bad Brückenau – Staatsbad Brückenau – Wernarz Sinntal – Züntersbach Zeitlofs – Eckarts | KG MKK KG           | BY HE HE          | | |
| Kirchberg (Züntersbach) (⊙)                                                                                    | 439,7                         | Brückenauer Kuppenrhön; NP Hessischer Spessart, BR Rhön                     | Sinntal – Züntersbach | MKK                 | HE                | | |
| Eckartser Hart (⊙)                                                                                             | 439                           | Brückenauer Kuppenrhön; NP Bayerische Rhön, NP Hessischer Spessart          | Sinntal – Schwarzenfels Zeitlofs – Eckarts – Rupboden | MKK KG              | HE BY             | | |
| Kälberberg (Schwarzenfels) (⊙)                                                                                 | 436,2                         | Brückenauer Kuppenrhön; NP Hessischer Spessart, BR Rhön                     | Sinntal – Grieshof – Güntershöfe – Schwarzenfels Zeitlofs – Eckarts – Grieshof – Rupboden | MKK KG              | HE BY             | | |
| Schlageller (⊙)                                                                                                | 435,2                         | Brückenauer Kuppenrhön; NP Bayerische Rhön, NP Hessischer Spessart, BR Rhön | Sinntal – Grieshof – Güntershöfe – Schwarzenfels Zeitlofs – Eckarts – Grieshof – Rupboden – Trübenbrunn | MKK KG              | HE BY             | Q: Steinerner Graben | |
| Michelsberg (Michaelsberg) (⊙)                                                                                 | 431,0                         | Auersberger Kuppenrhön; BR Rhön                                             | Buttlar – Bermbach, – Buttlar (Ko) | WAK                 | TH                | Michaelskapelle (Michelskapelle; Wallfahrtskapelle) | Blick aus Richtung Sünna südsüdwestwärts zum Michaelsberg mit Wachkoppe (links) und Hubenberg (rechts)                                                                                                |
| Zinkberg (Mackenzell) (⊙)                                                                                      | 430                           | Milseburger Kuppenrhön; BR Rhön                                             | Hünfeld – Mackenzell – Molzbach Nüsttal – Hofaschenbach – Mittelaschenbach – Rimmels – Silges | FD                  | HE                | | Blick von der Weißenbornkapelle bzw. Weißenbrunnskirche (ostsüdöstlich von Mackenzell) ostwärts zum Zinkberg                                                                                          |
| Kälberberg (Rupboden) (⊙)                                                                                      | 426                           | Brückenauer Kuppenrhön; NP Bayerische Rhön, NP Hessischer Spessart, BR Rhön | Kälberberg (gG) Sinntal – Grieshof Zeitlofs – Eckarts – Grieshof – Rupboden – Trübenbrunn – Zeitlofs (Ko) | KG MKK KG           | BY HE BY          | Q: Steinerner Graben | |
| Fulder Berg (Dassen) (⊙)                                                                                       | 425                           | Westliches Rhönvorland; BR Rhön                                             | Künzell – Dassen – Dietershausen – Dirlos | FD                  | HE                | | |
| Kühlschlag (⊙)                                                                                                 | 423,8                         | Brückenauer Kuppenrhön; NP Bayerische Rhön, NP Hessischer Spessart, BR Rhön | Bad Brückenau – Staatsbad Brückenau Sinntal – Züntersbach | KG MKK              | BY HE             | Sendeturm | |
| Zinkberg (Kranlucken) (⊙)                                                                                      | 420,2                         | Auersberger Kuppenrhön; BR Rhön                                             | Schleid – Kranlucken – Schleid (Ko) | WAK                 | TH                | | |
| Wachkoppe (⊙)                                                                                                  | 418,7                         | Auersberger Kuppenrhön; BR Rhön                                             | Buttlar – Bermbach – Buttlar (Ko) – Wenigentaft Unterbreizbach – Hüttenroda – Mosa – Mühlwärts | WAK                 | TH                | Q: Hubengraben | Blick aus Richtung Sünna südsüdwestwärts zur Wachkoppe mit Michaelsberg und Hubenberg (v. l. n. r.)                                                                                                   |
| Hubenberg (⊙)                                                                                                  | 418                           | Auersberger Kuppenrhön; BR Rhön                                             | Buttlar – Bermbach – Buttlar (Ko) – Wenigentaft Unterbreizbach – Hüttenroda – Mosa – Mühlwärts | WAK                 | TH                | früheisenzeitliche Funde (Bodendenkmal); Q: Hubengraben | Blick aus Richtung Sünna südsüdwestwärts zum Hubenberg mit Michaelsberg und Wachkoppe (v. r. n. l.)                                                                                                   |
| Hellenberg (⊙)                                                                                                 | 417,1                         | Soisberger Kuppenrhön; NP Hessische Rhön, BR Rhön                           | Eiterfeld – Großentaft – Soisdorf – Treischfeld Rasdorf – Grüsselbach – Rasdorf (Ko) | FD                  | HE                | | |
| Eichberg (⊙)                                                                                                   | 412,4                         | Soisberger Kuppenrhön; BR Rhön                                              | Eiterfeld – Oberufhausen – Oberweisenborn Schenklengsfeld – Schenklengsfeld (Ko) – Unterweisenborn | FD HEF              | HE                | | |
| Dermbacher Höhe Südkuppe: Nordkuppe: (⊙)                                                                       | 410,8 400,6                   | Vordere Rhön; BR Rhön (n)                                                   | Dermbach – Dermbach (Ko) – Mebritz – Urnshausen (Ko) Wiesenthal – Wiesenthal (Ko) | WAK                 | TH                | | |
| Wisselsröder Küppel (⊙)                                                                                        | 402,6                         | Fuldaer Becken; BR Rhön                                                     | Dipperz – Wisselsrod Künzell – Dirlos – Wissels | FD                  | HE                | Ex Basalt-Steinbruch, Naturdenkmal | Der Wisselsröder Küppel |
| Rößberg (Großenbach) (s. a.: – Roßberg (Rhön, Roßdorf) – Roßberg (Schleid)) (⊙)                                | 400,5                         | Milseburger Kuppenrhön; NP Hessische Rhön, BR Rhön                          | Hünfeld – Großenbach – Hünfeld (Ko) – Molzbach Nüsttal – Haselstein | FD                  | HE                | Ex Steinbruch, NSG Weinberg bei Hünfeld, AP Via Regia; Q: Molzbach (n) | Der Rößberg mit Aussichtspunkt Via Regia |
| Standorfsberg (⊙)                                                                                              | 386,4                         | Soisberger Kuppenrhön; NP Hessische Rhön, BR Rhön                           | Buttlar – Buttlar (Ko) – Wenigentaft Rasdorf – Grüsselbach | WAK FD              | TH HE             | | Blick von Buttlar westwärts zum Standorfsberg |
| Fulder Berg (Niederkalbach) (⊙)                                                                                | 383,9                         | Westliches Rhönvorland; NP Hessische Rhön                                   | Kalbach – Niederkalbach Neuhof – Dorfborn – Hattenhof – Neuhof (Ko) – Opperz – Tiefengruben | FD                  | HE                | | |
| Eisenküppel (⊙)                                                                                                | 354                           | Hessischer Landrücken; NP Hessische Rhön                                    | Flieden – Rückers – Schweben | FD                  | HE                | Aussichtspunkt, Naherholungsgebiet, „Freibad Landrücken“, Rundwanderwege des Fremdenverkehrsvereins Flieden, kleinräumig gegliederte Parzellen umgeben von Hecken, Büschen, Feld- und Wegrainen, Naturdenkmal, landschaftstypische Streuobstwiese, Nahrungshabitat des Roten Milans (Milvus milvus) und der Feldlerche, Q: Arzbach, Lage an der Via Regia, am Jakobsweg von Vacha nach Mainz, am Hessischen Radfernweg R3, am „Erlebnisradweg VIA REGIA“, am Radweg Nr. 2 „Besinnlichkeit erfahren“ des „Regionalforums Fulda-Südwest“ | Blick vom Eisenküppel auf Flieden |
| Brandenstein (⊙)                                                                                               | 325                           | Hessischer Landrücken; NP Hessischer Spessart                               | Schlüchtern – Elm | MKK                 | HE                | Burg Brandenstein, NSG: – Ebertsberg bei Elm, Brandensteintunnel; Q: Mausbach | |

## Berge und Erhebungen mit fehlenden Höhen
Dies sind Berge/Erhebungen, deren Höhen noch nicht gefunden/recherchiert sind:
| Berg, Erhebung, Ausläufer (Koordinaten) | Höhe (m) | Naturraum; Naturpark, Biosphärenreservat           | Lage: Gemeinde/n – Ortschaft/en (bei/zwischen); gemeindefr. Geb.      | Land- kreis/e (s. u.) | Land/ Länder (s. u.) | Kommentar/e Ort von… (Sehenswürdigkeiten; NSG; Gewässer/-quellen) | Bild                                                                                      |
| --------------------------------------- | -------- | -------------------------------------------------- | --------------------------------------------------------------------- | --------------------- | -------------------- | ----------------------------------------------------------------- | ----------------------------------------------------------------------------------------- |
| Hauberg (⊙)                             | ???      | Hessischer Landrücken; NP Hessischer Spessart      | Schlüchtern – Elm – Gundhelm – Herolz – Hinkelhof – Hutten – Vollmerz | MKK                   | HE                   |                                                                   |                                                                                           |
| Hohe Geis (⊙)                           | ???      | Milseburger Kuppenrhön; NP Hessische Rhön, BR Rhön | Gersfeld – Altenfeld – Backtrog – Gichenbach – Vollmerz               | FD                    | HE                   | Q: Römergraben                                                    | Blick vom Bereich Otterstall zwischen Dalherda und Gichenbach nordostwärts zur Hohen Geis |

## Abkürzungen
Die in der Tabelle verwendeten Abkürzungen (alphabetisch sortiert) bedeuten:
Landkreise (Kfz-Kennzeichen):
- FD = Landkreis Fulda
- HEF = Landkreis Hersfeld-Rotenburg
- KG = Landkreis Bad Kissingen
- MKK = Main-Kinzig-Kreis
- NES = Landkreis Rhön-Grabfeld
- SM = Landkreis Schmalkalden-Meiningen
- WAK = Wartburgkreis

Länder (Bundesländer; ISO 3166-2):
- BY = Bayern
- HE = Hessen
- TH = Thüringen

Biosphärenreservat:
- BR Rhön = Biosphärenreservat Rhön

Naturparks:
- NP Bayerische Rhön = Naturpark Bayerische Rhön
- NP Hessische Rhön = Naturpark Hessische Rhön
- NP Hessischer Spessart = Naturpark Hessischer Spessart

Sonstiges:
- AP = Aussichtspunkt
- AT = Aussichtsturm
- BR = Biosphärenreservat
- Ex = ehemalig
- DDR = Deutsche Demokratische Republik
- FVV = Fremdenverkehrsverein
- gG = gemeindefreies Gebiet
- Gr = Groß, Großer
- KD = Kulturdenkmal
- Kl = Klein, Kleiner
- Ko = Kernort (Hauptort) einer Gemeinde/Stadt – siehe auch Kernstadt
- km² = Quadratkilometer
- n = nahe (in der Nähe)
- ND = Naturdenkmal
- NHN = Normalhöhennull
- Nk = Nebenkuppe
- NP = Naturpark
- NSG = Naturschutzgebiet
- NW = Nordwesten
- Q = Quelle
- RB = Regierungsbezirk
- TrÜbPl = Truppenübungsplatz
- v = von, vom
- Whs = Wirtshaus (Gaststätte, Restaurant)